# العدوان الثلاثي
العدوان الثلاثي أو حرب 1956 كما تُعرف في مصر والدول العربية أو أزمة السويس أو حرب السويس كما تُعرف في الدول الغربية أو حرب سيناء أو حملة سيناء أو العملية قادش كما تُعرف في إسرائيل، هي حرب شنَّتها كل من بريطانيا وفرنسا وإسرائيل على مصر عام 1956، وهي ثاني الحروب العربية الإسرائيلية بعد حرب 1948، وتعدَّ واحدةً من أهم الأحداث العالمية التي ساهمت في تحديد مستقبل التوازن الدولي بعد الحرب العالمية الثانية، وكانت حاسمة في أفول نجم القوى الاستعمارية التقليدية، وتألُّق نجوم جديدة على الساحة الدولية. بدأت جذور أزمة السويس في الظهور عقب توقيع اتفاقية الجلاء سنة 1954 بعد مفاوضات مصرية بريطانية رافقتها مقاومة شعبية شرسة للقوات الإنجليزية بالقناة. بدت علاقة عبد الناصر مع الدول الغربية في تلك الفترة في صورة جيدة خاصة مع موافقة البنك الدولي بدعمٍ أمريكي بريطاني على منح مصر قرضاً لتمويل مشروع السدِّ العالي الذي كان يطمح عبد الناصر أن يحقق به طفرة زراعية وصناعية في البلاد.
في تلك الفترة كانت المناوشات الحدودية مستمرة بشكل متقطع بين الدول العربية وإسرائيل منذ حرب 1948، وأعلن عبد الناصر صراحة عداءه لإسرائيل، وضيَّق الخِنَاق على سُفُنِها في قناة السويس وخليج العقبة، ما شجع الأخيرة ووجدت فيه تعليلاً لتدعيم ترسانتها العسكرية عن طريق عقد صفقة أسلحة مع فرنسا، فقرَّر عبد الناصر طلب السلاح من الولايات المتحدة وبريطانيا، إلا أنَّهما ماطلتا في التسليم ورفضتاه في النهاية معلِّلَتين ذلك بوضع حدٍ لسباق التسليح في الشرق الأوسط، لم يجد عبد الناصر بديلاً إلا أن يطلب السلاح من الاتحاد السوفيتي وهو ما قابله الأخير بالترحيب لتدعيم موقفه بالمنطقة؛ فقرَّرت كلٌّ من بريطانيا والولايات المتحدة الرد على الخطوة المصرية، والرد على رفض عبد الناصر الدخول في سياسة الأحلاف، ورفضه الصلح مع إسرائيل طبقاً لشروط الغرب كما أقرتها الخطة «ألفا» وذلك بوضع خطةٍ جديدةٍ أُطلق عليها «أوميجا»؛ هدفت إلى تحجيم نظام عبد الناصر عبر فرض عقوبات على مصر بحظر المساعدات العسكرية، ومحاولة الوقيعة بينها وبين أصدقائها العرب، وتقليص تمويل السدِّ ثمَّ إلغاؤه بالكامل في وقت لاحق.
رأى عبد الناصر في تأميم قناة السويس فرصته الوحيدة للحصول على التمويل اللازم لبناء السدِ العالي، وبالفعل أعلن في 26 يوليو 1956 قرار التأميم، ومع فشل الضغط الدبلوماسي على مصر للعدول عن قرارها قرَّرت بريطانيا وفرنسا وإسرائيل وضع خطة لاستخدام القوة العسكرية ضد مصر أُطلق عليها بروتوكول سيفرز؛ آملين بذلك تحقيق مصالحهم من تلك الضربة، فعلى الصعيد البريطاني كان الهدف التخلص من عبد الناصر الذي هدد النفوذ البريطاني بتحقيق الجلاء، وتحالف مع السوفييت، وأمَّم القناة التي تمرُّ منها المصالح البريطانية، وعلى الصعيد الفرنسي كانت فرصةً للانتقام من عبد الناصر الذي ساند ثورة الجزائر، وأمَّم القناة التي كانت تحت إدارة فرنسية، في حين وجدت إسرائيل فرصتها لفكِ الخِنَاق المحكم على سفنها في قناة السويس وخليج العقبة، وتدمير القوات المصرية في سيناء والتي كانت تشكل تهديداً صريحاً لها.
طبقاً لبروتوكول سيفرز وفي 29 أكتوبر 1956 هبطت قوات إسرائيلية في عمق سيناء، واتجهت إلى القناة لإقناع العالم بأنَّ قناة السويس مهدَّدة، وفي 30 أكتوبر أصدرت كلٌّ من بريطانيا وفرنسا إنذاراً يطالب بوقف القتال بين مصر وإسرائيل، ويطلب من الطرفين الانسحاب عشرة كيلومترات عن قناة السويس، وقبول احتلال مدن القناة بواسطة قوات بريطانية فرنسية بغرض حماية الملاحة في القناة، وإلا تدخلت قواتهما لتنفيذ ذلك بالقوة. أعلنت مصر بدورها رفضها احتلال إقليم القناة، وفي اليوم التالي (31 أكتوبر) هاجمت الدولتان مصر وبدأت غاراتهما الجوية على القاهرة ومنطقة القناة والإسكندرية. ونظراً لتشتتُّت القوات المصرية بين جبهة سيناء وجبهة القناة وحتى لا تقوم القوات المعتدية بحصارها وإبادتها، أصدر عبد الناصر أوامره بسحب القوات المصرية من سيناء إلى غرب القناة، وبدأ الغزو الأنجلو-فرنسي على مصر من بورسعيد التي ضُرِبت بالطائرات والقوات البحرية تمهيداً لعمليات الإنزال الجوي بالمظلات.
قاومت المقاومة الشعبية ببورسعيد الاحتلال بضراوةٍ واستبسالٍ حرَّك العالم ضد القوات المعتدية، وساندت الدول العربية مصر أمام العدوان وقامت بنسف أنابيب النفط في سوريا، وفي 2 نوفمبر اتَّخذت الجمعية العامة للأمم المتحدة قراراً بوقف القتال، وفي 3 نوفمبر وجَّه الاتحاد السوفيتي إنذاراً إلى بريطانيا وفرنسا وإسرائيل، وأعلن عن تصميمه على محو العدوان، كما استهجنت الولايات المتحدة العدوان على مصر، فأدى هذا الضغط الدولي إلى وقف التغلغل الإنجليزي الفرنسي، وقبول الدولتين وقف إطلاق النار ابتداءً من 7 نوفمبر تلاها دخول قوات طوارئ دولية تابعة للأمم المتحدة، وفي 19 ديسمبر أُنزل العلم البريطاني من فوق مبنى هيئة قناة السويس ببورسعيد، تلا ذلك انسحاب القوات الفرنسية والإنجليزية من بورسعيد في 22 ديسمبر، وفي 23 ديسمبر تسلَّمت السلطات المصرية مدينة بورسعيد واستردت قناة السويس، وهو التاريخ الذي اتخذته محافظة بورسعيد عيداً قومياً لها أطلق عليه «عيد النصر». وفي 16 مارس 1957 أتمَّت القوات الإسرائيلية انسحابها من سيناء.:3:6:27:31:30:51:411:415
كان من تبعات الحرب استقالة رئيس الوزراء البريطاني أنطوني إيدن، وفوز وزير الشؤون الخارجية الكندي ليستر بيرسون بجائزة نوبل للسلام، ومن المرجَّح أنَّ الحرب قد شجَّعت الاتحاد السوفييتي على غزو المجر. يرى المؤرخون أنَّ تلك الحرب مثلت «نهاية وضع بريطانيا العظمى كواحدة من القوى العظمى في العالم».

## التسمية
اشتهرت الحرب في مصر والعالم العربي باسم «العدوان الثلاثي» لأنها كانت نتيجة مؤامرة ثلاثية بين دول بريطانيا وفرنسا وإسرائيل، ويطلق عليها أيضاً «حرب 1956» أو اختصاراً «حرب 56» نظراً لأن وقائع العمليات العسكرية حدثت في عام 1956. بينما أطلق عليها الغرب اسم «أزمة السويس» أو «حرب السويس» نظراً لأن السبب المعلن للعدوان العسكري كان تأمين الممر الملاحي لقناة السويس. أُطلق على العملية العسكرية الإسرائيلية في سيناء اسم «حرب سيناء»، أو «حملة سيناء» نظراً لأن دور الهجوم الإسرائيلي المخطط له كان موقعه شبه جزيرة سيناء، وأطلق الجيش الإسرائيلي أيضاً على خطته اسم «العملية قادش» لما يعتقده بعض الباحثين اليهود بأن مدينة «قادش بارنيا» (بالعبرية קדש ברנע) - المذكورة في التوراة - تقع في منطقة شمال سيناء، وهي آخر موقع على الحدود المصرية خرج منه اليهود مع موسى إلى الشتات، فكان الاسم رمزاً لبداية العودة إلى النقطة الأخيرة في هذا الشتات.:56-58

## الخلفية التاريخية
لم تكن أزمة السويس وليدة لحظتها ولكن امتدت جذورها إلى الصراع الطويل بين مصر والقوى الأجنبية الذي اشتدت حدته مع قيام ثورة يوليو 1952 وتحرر مصر من هيمنة الاستعمار لتشكل سياستها الخارجية المستقلة.:4

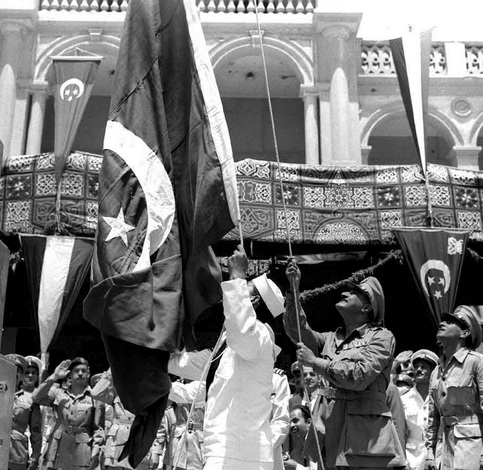
جمال عبد الناصر يرفع علم مصر في بورسعيد بعد جلاء آخر جندي بريطاني عن مصر

### اتفاقية الجلاء

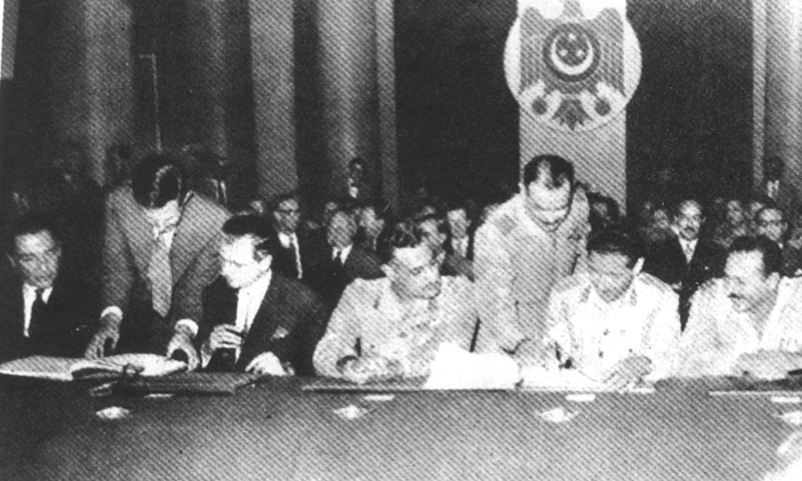
جمال عبد الناصر يوقع اتفاقية الجلاء

بدت أجواء العلاقات المصرية البريطانية إيجابية بعد ثورة يوليو، ومثل توقيع اتفاقية الجلاء في 19 أكتوبر 1954 نقطة مهمة في تلك المرحلة،:9:6 وحتى مع إقصاء محمد نجيب في 14 نوفمبر 1954 كان الجانب البريطاني مطمئناً لبقاء من سهل له عقد الاتفاقية في السلطة وهو عبد الناصر.:12 تم الجلاء الكامل للقوات البريطانية من الأراضي المصرية في خلال 20 شهر اعتباراً من 19 أكتوبر 1954 على خمس مراحل، مدة كل مرحلة أربعة أشهر حتى جلاء آخر جندي بريطاني عن أرض مصر في 18 يونيو 1956 ورفع العلم المصري لأول مرة على مبنى البحرية البريطانية ببورسعيد، وبلغ مجموع القوات البريطانية التي غادرت القناة 80 ألف جندي وضابط بقيادة الجنرال «هل». سعى الطرفان المصري والبريطاني إلى بدء مرحلة جديدة من التعاون العسكري والاقتصادي تضمنتِ الإفراج عن القسط السنوي من الأرصدة الاسترلينية المصرية في أول يناير من كل عام بموجب اتفاق أغسطس 1955 وكذلك تحسين التجارة بين البلدين.:13

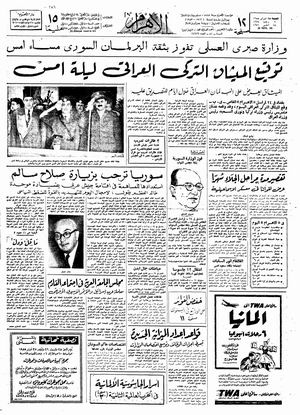
الصفحة الرئيسية لجريدة الأهرام في 25 فبراير 1955

### حلف بغداد
في 24 فبراير 1955 أعلن أن تركيا والعراق وقعتا حلفاً دفاعياً سمي «حلف بغداد»، وانضمت بريطانيا للحلف في 23 مارس، وباكستان في 17 سبتمبر، وإيران في 11 أكتوبر، وسعت بريطانيا صاحبة المشروع إلى استقطاب مصر إلى الحلف رغبةً منها في الحصول على شكل ما من النفوذ يعيد لها مكانتها في المنطقة، فقوبلت بمعارضة عبد الناصر الشديدة للاشتراك في أية أحلاف مع أي دولة أجنبية وتعدى الأمر إلى بذله مجهودات للتصدي لمحاولات ضم دول عربية أخرى مما زاد الحنق والغضب البريطاني تجاهه وأصبح يشكل عقبة أمام تحقيق بريطانيا أغراضها في قيادة العالم العربي.:19:29:13:15 وكانت نهاية سياسة التعاون بين البلدين مع طرد جون جلوب من الأردن بتأثير مصري،:471:473:24:25 فتعالت نبرات السياسيين البريطانيين وعلى رأسهم إيدن رئيس الوزراء اعتراضاً على مسار السياسة المصرية وأصبح العداء والتحدي البريطاني لعبد الناصر معلناً على صفحات الجرائد والأثير الإذاعي يقابله في مصر حملة مماثلة على بريطانيا.:31:35

### توسع النفوذ المصري

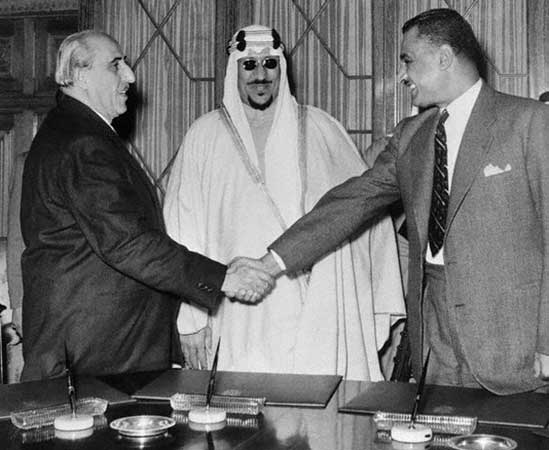
عبد الناصر وشكري القوتلي والملك سعود في مارس 1956

نجحت مصر في إيصال شكري القوتلي إلى حكم سوريا وإسقاط خالد العظم الموالي للبريطانيين في الانتخابات، ووقعت كل من مصر وسوريا والسعودية اتفاقية دفاعية في مارس 1955 من بين بنودها الابتعاد عن كافة الأحلاف الأجنبية وكالعادة لاقت نفوراً بريطانياً. وجاءت مشكلة واحة البُريمي الواقعة بين إمارات الساحل المهادن (الإمارات العربية المتحدة) والسعودية لتجمع بين عبد الناصر والملك سعود، فقد رأت بريطانيا أن تستولي عليها لغناها بالبترول في حين قدمت مصر العون الإعلامي للسعودية. وفي 26 أكتوبر 1955 احتلت القوات البريطانية الواحة وفي اليوم التالي عقد ميثاق عسكري بين مصر والسعودية. أضحت بريطانيا في حالة قلق من امتداد روح القومية العربية خارج مصر والمحاولات المصرية لتقويض مركز الإنجليز في دول أخرى بالمنطقة، فبدأ الأردن يتخلص من روابطه التقليدية مع بريطانيا، وازداد النفوذ المصري في ليبيا، وقوبل سلوين لويد بمظاهرات غاضبة في البحرين وأدى انضمام اليمن لمصر والسعودية إلى إثارة الضجر البريطاني. في مارس 1956 عقد اجتماع في القاهرة جمع مصر وسوريا والسعودية بحث مسألة دعم الأردن وتنسيق الدفاع المشترك، وهكذا تغلغل التأثير المصري وامتد من العالم العربي حتى وصل إلى قلب أفريقيا وقبرص دافعاً شعوبها إلى التخلص من الاستعمار. بالمقابل مضت بريطانيا في تنفيذ مساعيها لفصل الدول العربية عن مصر والتقليل من تأثير عبد الناصر ولكن دون نتيجة مؤثرة.:43:52

### دعم ثورة الجزائر
عقب وصول جمال عبد الناصر إلى السلطة بعد قيام ثورة 23 يوليو 1952 زاد التقارب المصري الجزائري في الوقت الذي كانت فيه الجزائر تقع تحت الاحتلال الفرنسي، وتبلور هذا التقارب في دعم ومساندة مصر للثورة الجزائرية من خلال توفير أداة إعلامية قوية تحكي معاناة الشعب الجزائري مع الاحتلال في المحافل الدولية، كما قامت بدعم مشاركة وفد جبهة التحرير الوطني في فعاليات مؤتمر باندونغ عام 1955، وكذلك مساندة ودعم الثوار بالسلاح والعتاد والمال. أتى الرد الفرنسي على مصر في صورة تمكين إسرائيل من كل طلباتها من الأسلحة المتطورة خاصة بعدما ضخمت المخابرات الإسرائيلية حجم مساندة مصر للثورة الجزائرية. وجاء تأميم شركة قناة السويس التي كانت تحت إدارة فرنسية ليعطي فرنسا سبباً وجيهاً للتخطيط لهجوم عسكري انتقامي ضد مصر.:153:154:181:182

### مشروع ألفا
مع توقيع اتفاقية الجلاء سعت كل من بريطانيا والولايات المتحدة لإيجاد تسوية عربية إسرائيلية رغبة في تأمين المصالح الغربية في الشرق الأوسط ووقف التوغل السوفييتي في المنطقة، وعرف هذا التخطيط الأنجلو-أمريكي بالاسم الرمزي «ألفا»، وشكلت لجنة من الطرفين لوضع المشروع وإخراجه إلى حيز التنفيذ، وقد رأى القائمون على المشروع أن مصر هي نقطة ارتكاز العالم العربي ولها تأثير كبير عليه وأن الدول العربية لن تشارك في التسوية إلا إذ وُجد تعاطف مصري أولاً، ولذلك من الضروري مساندة خطط مصر المستقبلية وخاصة المنح الاقتصادية وضمان الأمن وبناء السد العالي، أما بالنسبة لإسرائيل فيكون العرض وضع حد لمنع مرور السفن الإسرائيلية بقناة السويس وإنهاء حالة الحرب في المنطقة. اشترط عبد الناصر لإتمام التسوية عودة اللاجئين الفلسطينيين والتنازل عن جنوب صحراء النقب لإقامة حدود متجاورة بين مصر والأردن وذلك مقابل السلام. ولكن رفضت إسرائيل متعللةً بأن الشرط الأول سيؤدي إلى ضياع السكان اليهود وسط العرب العائدين، والشرط الثاني مرفوض لأن النقب أعطيت لها بموجب مشروع التقسيم الذي أقرته الأمم المتحدة عام 1947. ازدادت حدة التوتر بين البلدين بعد تكرر الهجوم الإسرائيلي على قطاع غزة بل وشنت هجوماً عنيفاً على سيناء أيضاً، وتشددت مصر في منع السفن البريطانية التي تحمل المهربات إلى إسرائيل وجاءت صفقة الأسلحة التشيكية لتزيد الوضع توتراً.:97:100:10:15:16
في 9 نوفمبر 1955 صرح إيدن بأن على كل من إسرائيل والعرب تقديم تنازلات فيما يخص مسألة الحدود، وأن الحل النهائي ينبغي أن يصل إلى حل وسط لحدود جديدة تقع بين خط 1947 الذي أقرته الأمم المتحدة والذي يتمسك به العرب، والحدود القائمة التي وصلت إليها إسرائيل في حرب 1948. رحبت مصر بالبيان البريطاني في حين شنت إسرائيل حرباً ضارية عليه، وأعلن بن غوريون أن إسرائيل ستلجأ إلى القوة إذا لزم الأمر لفتح الطريق البحري إلى إيلات عبر خليج العقبة. استمرت المباحثات الأنجلو-أمريكية التي كان نصب أعينها ثلاثة موضوعات هي التسوية بين العرب وإسرائيل ومنع التغلغل الشيوعي في الشرق الأوسط والمحافظة على حلف بغداد، وهي موضوعات مثل فيها عبد الناصر عقبة رئيسية وأصبح البريطانيون ناقمين على مصر مدافعين عن إسرائيل. وبعد الإخفاق في اتخاذ أي إجراء مضاد لعبد الناصر وجهت الولايات المتحدة ضربة سحب عرض تمويل السد العالي وتبعتها في ذلك بريطانيا.:112:123

### صفقة الأسلحة التشيكية

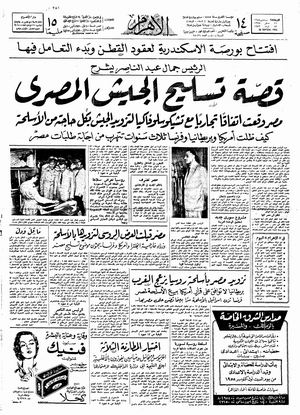
الصفحة الرئيسية لجريدة الأهرام في 28 سبتمبر 1955 تبرز قصة تسليح الجيش المصري

في 25 مايو 1950 صدر التصريح الثلاثي الذي وقعت عليه الولايات المتحدة وبريطانيا وفرنسا ويقضي بالمحافظة على الأوضاع العربية الإسرائيلية الراهنة سواء بالنسبة لهدنة 1949 أو للتوازن في التسليح بين الطرفين. طلبت مصر الأسلحة من الغرب عقب توقيع اتفاقية الجلاء فسوفت بريطانيا ردودها على طلبات التسليح من عبد الناصر، وأصرت الولايات المتحدة على أن ترتبط مصر بشبكة الدفاع الغربية عن الشرق الأوسط، في حين زودت العراق بالأسلحة، أما فرنسا فساومت مصر على التخلي عن شمال أفريقيا خاصة الجزائر وفي الوقت نفسه زودت إسرائيل بالسلاح. ومع قيام إسرائيل باختراق الحدود المصرية ومهاجمة قطاع غزة أصبحت فكرة التسليح مسألة ملحة وأعاد عبد الناصر طلباته مرات أخرى من الغرب دون رد، وأصبح على يقين أنه لن يحصل على الأسلحة من تلك الدول، فتوجه نحو الباب الشرقي الذي يمثله الاتحاد السوفييتي، وهدد دول الغرب بتلك الورقة إذ ربما يدفعهم إلى توريد الأسلحة المطلوبة، فهددته بريطانيا بأنه إذا استلم أي أسلحة من موسكو فلن يتلقى أي سلاح من بريطانيا، ومما زاد الموقف صعوبة موافقة اللجنة المشرفة على تنفيذ التصريح الثلاثي على إعطاء إسرائيل أسلحة جديدة بتوريد فرنسي، وكي تذر بريطانيا الرماد في الأعين قامت بإرسال أربعين دبابة سنتوريون دون ذخيرة إلى مصر، وعندما احتجت مصر شحنت لها عشر قذائف لكل دبابة لاتكفي حتى للتدريب.:71:74

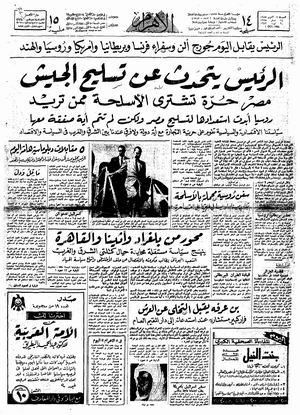
الصفحة الرئيسية لجريدة الأهرام في 1 أكتوبر 1955

على الجانب الآخر رحبت موسكو بالطلب المصري ورأت فيه فرصة لمواجهة حلف بغداد المشكل أساساً لإعاقة الاتحاد السوفييتي من التقدم جنوباً، وكذلك ظهور بوادر حلف تركي عراقي وإمكانية ارتباطه بالولايات المتحدة. ذلل الاتحاد السوفييتي مسألة دفع قيمة الأسلحة بالعملة الصعبة وأعد مشروع الاتفاقية بين القاهرة وموسكو، ونص على أن تشتري مصر أسلحة سوفيتية من بينها مقاتلات الميج وقاذفات القنابل طراز إليوشن ودبابات ستالين وغواصات ومدافع وزوارق طوربيد وعربات ميدان ونظام رادار، على أن يُسدد ثمن الأسلحة بالقطن والأرز، وحددت الفائدة 2% وفترة السداد أربع سنوات، وتقرر أن تنسب الصفقة إلى تشيكوسلوفاكيا لعدة أسباب، فعلى الجانب السوفييتي فضلت موسكو ألا تكون هناك مواجهة مباشرة مع الغرب، وعلى الجانب المصري أرادت القاهرة أن تكون في نظر العالم الخارجي أقل ميلاً لليسار لأن إسرائيل نفسها كانت تحصل على السلاح من تشيكوسلوفاكيا أثناء حرب فلسطين آملة بذلك أن يغير الغرب موقفه ويستجيب لطلبات التسليح «وهو مالم يحدث». وأعلن عن الصفقة رسمياً في 27 سبتمبر 1955.:74:76:6 حاولت الولايات المتحدة إثناء مصر عن إتمام الصفقة فلم تنجح، وكذلك ثارت بريطانيا ورأت أن الصفقة تخالف اتفاقية الجلاء وتهدد القاعدة البريطانية وتؤدي إلى تسرب الشيوعية إلى الشرق الأوسط، وهو ما نفته مصر. اجتمع وزراء خارجية الولايات المتحدة وبريطانيا وفرنسا وأصدروا بياناً تبلور حول تجنب قيام سباق تسليح بين دول الشرق الأوسط، في إشارة إلى أن الصفقة التشيكية ستدفع إسرائيل إلى المطالبة بمزيد من الأسلحة، في حين ردت مصر بأنها بلد حرة ويحق لها أن تشتري الأسلحة ممن تريد خاصة بعد أن أخلف الغرب وعده بتوفير الأسلحة، وتكررت الاعتداءات الإسرائيلية على قطاع غزة.:76:78

### خطة أوميجا
خطة أوميجا أو حملة أوميجا السرية هي خطة وضعتها الولايات المتحدة تحت إشراف وزير خارجيتها جون دالاس في محاولة لتحجيم نظام عبد الناصر والحد من قدراته وفعاليته وتشويه صورته أمام العالم، وذلك عن طريق محاولة الإيقاع بين مصر والسعودية لإيقاف التمويل المالي الذي توفره الأخيرة لعبد الناصر، وتدبير انقلاب موال للغرب في سوريا لتغيير النظم الموالي لعبد الناصر، وفرض عقوبات على مصر بحظر المساعدات العسكرية، وتقليص تمويل السد العالي الذي أُلغي تمويله بالكامل في وقت لاحق.:458:258

### الضغط الإسرائيلي
أحكمت مصر الخناق على السفن الإسرائيلية في قناة السويس وخليج العقبة -بما أنها تعد نفسها في حالة حرب مع إسرائيل- ورفضت قرار مجلس الأمن الصادر في نوفمبر 1951 بالسماح للسفن الإسرائيلية بالعبور، ثم فرضت في عام 1953 حظراً شاملاً على الشحنات من وإلى إسرائيل. حاولت إسرائيل عرقلة مفاوضات اتفاقية الجلاء بعمليات تخريبية ضد المصالح البريطانية في مصر، وذلك بهدف الإبقاء على الوجود البريطاني في قاعدة قناة السويس لحمايتها وتأمينها من أي هجوم مصري، كما أثارت إسرائيل مسألة السماح لسفنها بالمرور في قناة السويس لإدراج نص في اتفاقية الجلاء يسمح لها بذلك -بما أن السلطات المصرية هي المتحكمة في مينائي الدخول إلى القناة شمالاً وجنوباً- ولكنها لم تنجح. تكررت الاعتداءات الإسرائيلية على قطاع غزة الذي كان تحت إدارة مصرية، فأعلن عبد الناصر عن صفقة الأسلحة التشيكية في سبتمبر 1955، وساد الاعتقاد في إسرائيل أن عبد الناصر يمهد لمواجهة يمحو بها إسرائيل أو على الأقل يخضعها -وذلك على الرغم من أن إسرائيل كانت تحصل على الأسلحة التي تحتاج إليها من فرنسا دون قيود- فقررت إسرائيل توجيه ضربة حاسمة لعبد الناصر لمحو تهديداته خاصة في ظل الظروف الدولية المواتية بعد تأميم قناة السويس.:72:97:100:111:114:553:554

### السد العالي

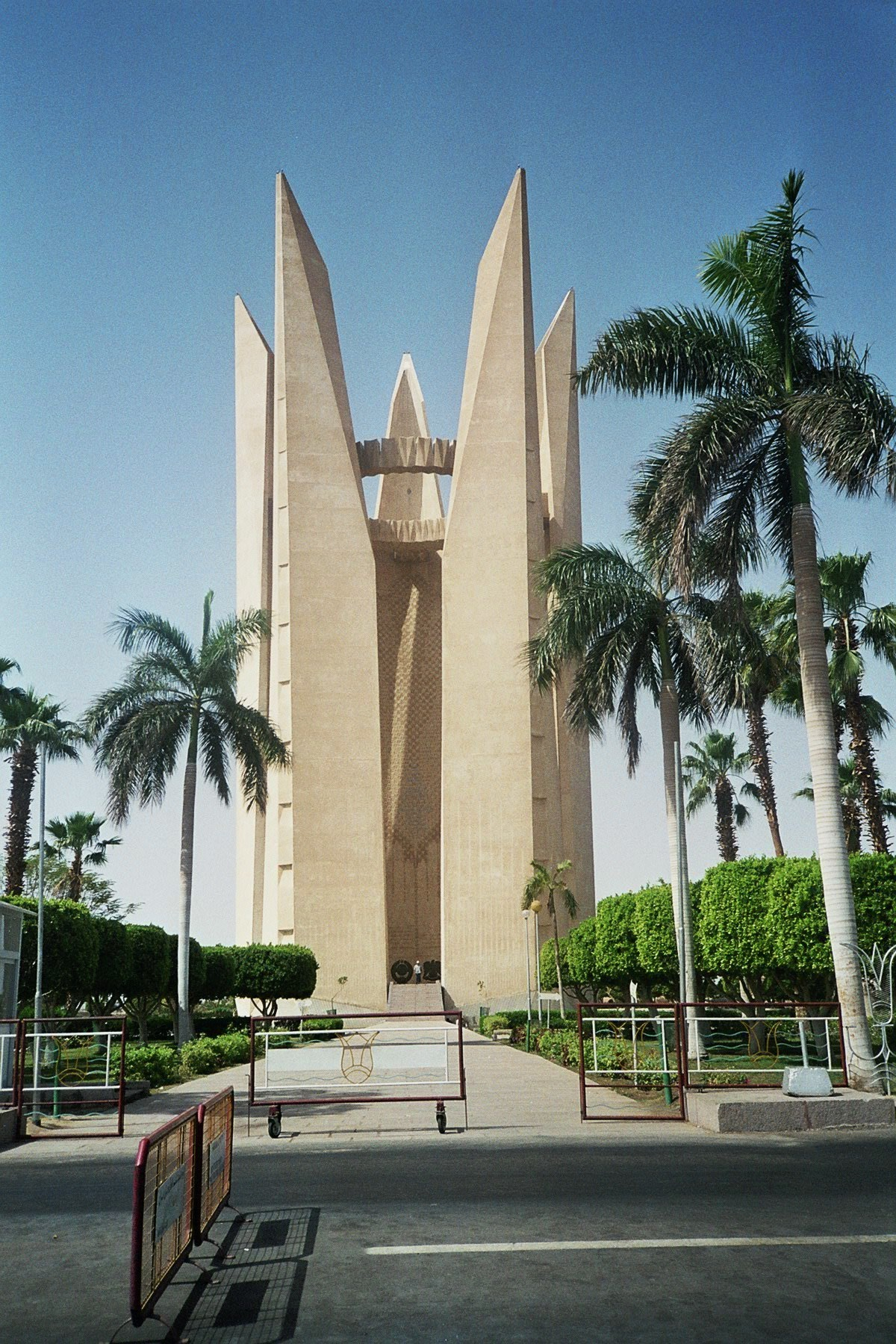
رمز الصداقة المصرية السوفييتية.

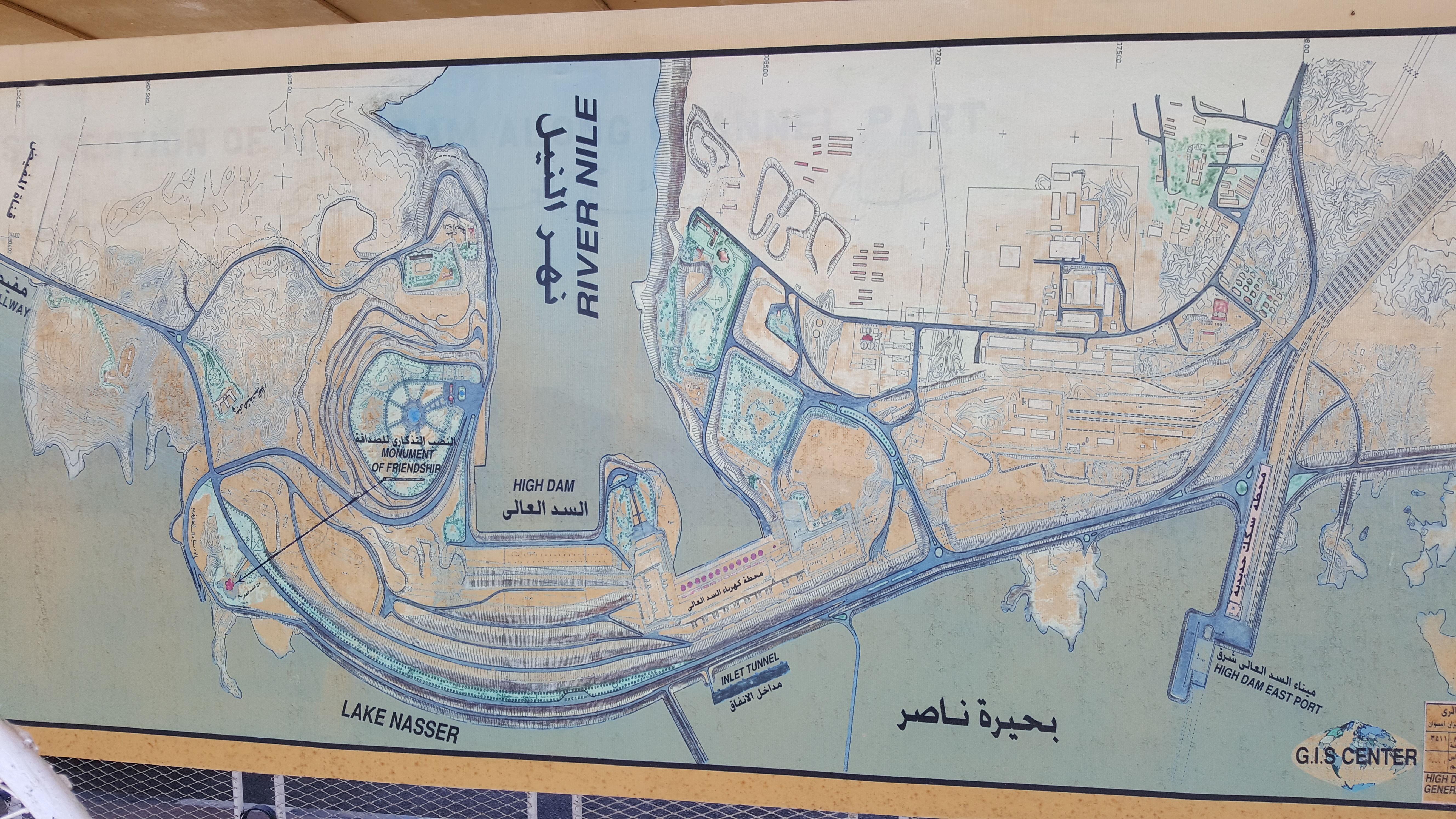
خريطة للسد العالي.

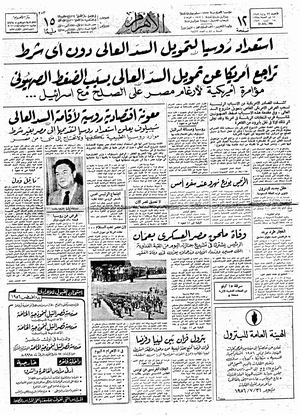
الصفحة الرئيسية لجريدة الأهرام في 22 يوليو 1956

بدأت مصر تجري محادثات مع البنك الدولي بشأن تمويل مشروع السد العالي، وحينما أُعلن عن الصفقة التشيكية وصرحت موسكو أنها ستقدم المعونة الفنية والمعدات لأي دولة عربية تطلبها على أن يتم سداد قيمتها بسلع خلال خمسة وعشرين عاماً، فزع الغرب وقرر أنه إذا كان السوفييت نجحوا في صفقة الأسلحة فلايجب أن ينجحوا في تمويل السد. وافق ذلك الاتجاه الجانب المصري الذي كان لهوفاً لبناء السد، فاختار أن يمول الغرب المشروع انطلاقاً من مبدأ التوازن ومنع أي هيمنة سوفييتية.:134:136
أُعلن في 16 ديسمبر 1955 التوصل إلى اتفاق يقضي بأن يتولى البنك الدولي والولايات المتحدة وبريطانيا تمويل السد بتكلفة تقديرية 1.3 مليار دولار تنقسم على مرحلتين الأولى بمبلغ 70 مليون (الولايات المتحدة 56 مليون، بريطانيا 14 مليون)، والثانية تغطى بقرض من البنك الدولي قدره 200 مليون، بالإضافة إلى 130 مليون قرض من الولايات المتحدة، و80 مليون قرض من بريطانيا، وتُدفع تلك القروض في هيئة أقساط سنوية بفائدة 5% على أربعين سنة، وباقي المبلغ تتحمله مصر بالعملة المحلية، بالإضافة إلى منحتين الأولى من الولايات المتحدة بمبلغ 20 مليون جنيه، والثانية من بريطانيا بمبلغ 5.5 مليون جنيه. اشترطت لندن وواشنطن أن تركز مصر برنامجها التنموي على السد العالي بتحويل ثلث دخلها القومي لمدة عشر سنوات لهذا الغرض، ووضع ضوابطَ للحد من التضخم ومنح عقود البناء على أساس المنافسة مع رفض قبول أي مساعدة من الكتلة الشرقية، وألا تقبل مصر قروضاً أخرى أو تعقد اتفاقيات في هذا الصدد دون موافقة البنك الدولي. استاء عبد الناصر من تلك الشروط وبعد مفاوضات وافق أن يكون للبنك حقوق معقولة في تفقد إجراءات مقاومة التضخم، وقدم عبد الناصر التعديلات التي يراها وفي مقدمتها التعهد بالتنفيذ حتى نهاية المشروع.:134:136
كان لارتباط قرض البنك ببريطانيا والولايات المتحدة آثار سلبية على التنفيذ فقد أراد الطرفان إخضاع مصر لاستراتيجيتهما في الشرق الأوسط مقابل تمويل السد، وانعكس سوء العلاقات المصرية البريطانية على المشروع، ورد عبد الناصر على الأصوات التي تعالت في بريطانيا تنادي بسحب عرض التمويل انتقاماً من مصر بأن العرض السوفييتي لتمويل المشروع لايزال قائماً وأن مصر ستنظر في أمر الموافقة عليه إذا انقطعت المفاوضات مع الغرب، في حين أقدمت بريطانيا على تحريض السودان ضد السد العالي، وأصبحت الدلائل تشير إلى أن التصدع في العلاقات بين الغرب ومصر سوف يلقي بظلاله على تمويل السد، فأبلغ رئيس البنك الدولي مصر بأنها إن لم تقبل الشروط فإن الحكومة الأمريكية ستكون في حل من العرض، وتبعها إبلاغ واشنطن مصرَ بأنها أعادت إلى الخزانة المبلغ المخصص للمشروع لإنفاقه على مشروعات أخرى، ورغبة من عبد الناصر في كشف الأمور على حقيقتها طلب من السفير المصري في واشنطن التبليغ بموافقة مصر، وقبل نقل الرسالة أعلن سحب العرض الأمريكي لتمويل المشروع، وفي اليوم التالي أعلنت بريطانيا أيضاً سحب عرضها، فسقط بالتالي قرض البنك الدولي لارتباطه بمساهمة الدولتين، وكان الغرض إضعاف عبد الناصر بعد وقوفه عقبة في تحقيق الأهداف الأنجلو-أمريكية الثلاث الرئيسية في الشرق الأوسط بالإضافة إلى اعترافه بالصين الشعبية، وذلك في ظل الإشارات والدلائل على الساحة بأنه من المستبعد أن يساعد السوفييت مصر في بناء السد بسبب التكلفة الضخمة التي ستنهك مواردهم المالية.:136:141

### أسباب تأميم القناة
في عام 1955 وصل دخل قناة السويس إلى 35 مليون جنيه (100 مليون دولار وقتها) بلغ نصيب مصر منها مليون جنيه فقط، وذلك بعدما خسرت مصر حصتها في القناة بسبب مرورها بأزمة مالية في عام 1875 اضطر معها الخديوي إسماعيل إلى بيع حصة مصر في أسهم القناة لبريطانيا. وكان ميعاد انتهاء عقد الشركة الفرنسية صاحبة امتياز التحكم في القناة يحين في عام 1968 لتعود بعد ذلك القناة إلى ملكية مصر. عقب توقيع اتفاقية الجلاء تخوفت الشركة الفرنسية من التأميم كما حدث بشأن النفط في إيران، فتكون ما يعرف بجماعة السويس للدفاع عن الشركة، واستبعدت الشركة أن تعود القناة إلى مصر، وحاولت مد امتياز القناة عشرين سنة أخرى أو تأسيس شركة جديدة تحصل على امتياز جديد يكون لمصر فيها نصيب، فيما أهملت الشركة تحسينات القناة التي تحتاج بطبيعة الأمر إلى تمويل كبير بهدف الضغط على مصر لتحقيق مطالبها. مثلت القناة أهمية دولية كبرى وخاصة بالنسبة لبريطانيا التي تعد أكثر الدول انتفاعاً بالقناة، حيث تنقل من خلالها النفط وتمر سفنها التجارية إلى الشرق الأوسط التي تمثل ربع تجارتها، بخلاف أهميتها كطريق لدول الكومنولث، وتسهيل مرور قواتها العسكرية، وكونها صاحبة أكبر حصة من الأسهم في القناة بإجمالي 44%، من أجل ذلك قلقت لندن بشأن وضع القناة بعد انتهاء امتيازها، وأعلنت أهمية اتخاذ الترتيبات لضمان مستقبلها بالنقاش مع الحكومة المصرية، في حين اعتبر مجلس العموم البريطاني القناة ممراً دولياً وطالب بإبعاد سيطرة عبد الناصر عنها.:147:150:24:40
على جانبٍ آخرَ ركزت مصر تصريحاتها على صعيدين وأكثر من مستوى، الأول أنها سوف تحصل على النقد اللازم لتمويل السد من تأميم القناة إذا ماعدلت واشنطن ولندن عن التمويل، والثاني بأن القناة جزء لايتجزأ من مصر وأن عودة القناة لمصر جزء متمم لإسدال الستار على النفوذ الأجنبي خاصة بعد توقيع اتفاقية الجلاء، في حين لم يكشف عبد الناصر وقتاً محدداً للتأميم، وخطط بالاتفاق مع محمود يونس على التنفيذ في سرية تامة.:150:152

### التوقعات المصرية
توقع عبد الناصر خطورة قراره وأدرك إمكانية وقوع عدوان على مصر لكنه وضع في اعتباره أن السوفييت سيكونون بجواره طالما يطيح بمصالح الغرب، ووضحت له اتصالاته في قبرص رؤية نسبية بأن الخطورة تمثل 90% عقب أسبوعين من إعلان التأميم، ثم يكون العد تنازلي لانخفاض درجة الخطورة فتصل إلى 60% في سبتمبر، ثم 40% في النصف الأول من أكتوبر، و20% بعد ذلك. كان تقدير عبد الناصر أن احتمال التدخل العسكري سيكون محققاً بنسبة 80% خلال الأسبوع التالي للتأميم، ثم تتناقص احتمالات الخطورة إلى 40% في الأسبوع الثاني والثالث من أغسطس، وخلال سبتمبر وحتى نهاية أكتوبر يكون بنسبة 20%، ثم يبدأ بالتلاشي بعد ذلك. كذلك رأى عبد الناصر أن احتمال اشتراك الولايات المتحدة في عمل عسكري مستبعد لانشغالها بالانتخابات كما أنها تفضل الضغط الاقتصادي، ولاتريد وضع نفسها في وضع محرج أمام أطراف عربية صديقة في المنقطة أبرزها السعودية، أما فرنسا فهي لاتستطيع التدخل بمفردها لانشغالها بقمع ثورة الجزائر، وبالنسبة لإسرائيل فقد تفكر في التدخل العسكري، ولكن مسألة التأميم بعيدة عما يمكن أن تتخذه ذريعة لهجومها، وأن من مصلحتها انتظار ما سيقوم به الغرب ضد مصر أولاً، واحتمال استخدامها من قبل بريطانيا وفرنسا كذريعةٍ للاستيلاء على القناة بالقوة ضعيف، لأن مثل هذا التعاون سيلقي بظلال سيئة على علاقة بريطانيا بالدول العربية في الوقت الذي كانت تطمح فيه إلى بناء علاقات طيبة مع تلك الدول. وأخيراً فإن بريطانيا هي الطرف الأكثر شراسة الذي يُخشى من تدخله فعلاً، ولكن في نفس الوقت فإن القوات البريطانية متناثرة، والتعبئة لإعداد حملة عسكرية يتطلب على الأقل شهرين، وفيما يتعلق بالتعاون العسكري البريطاني الفرنسي فهو قائم حتى مع اختلاف سياسة البلدين.:150:152:528:531:54:55

### إعلان قرار التأميم

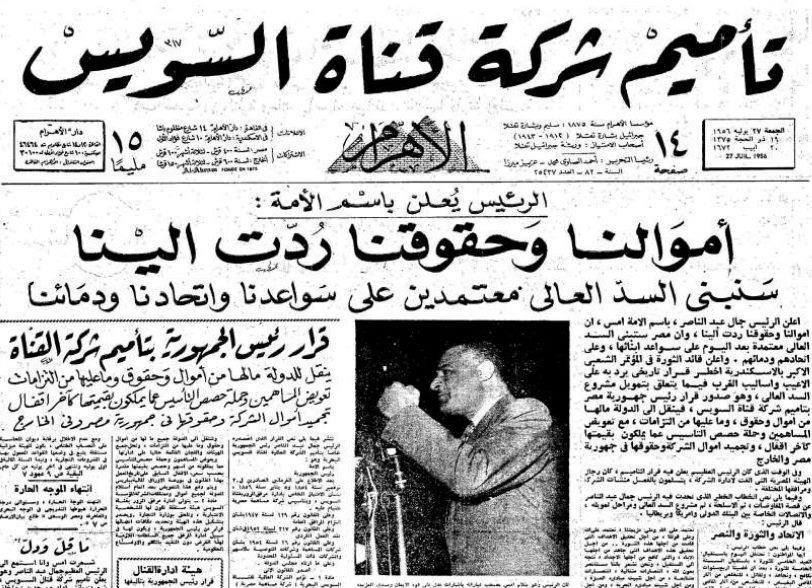
جريدة الأهرام تنشر خبر التأميم

من ميدان المنشية بالإسكندرية يوم 26 يوليو 1956 أعلن عبد الناصر:
«"قرار من رئيس الجمهورية بتأميم الشركة العالمية لقناة السويس البحرية".
باسم الأمة.
رئيس الجمهورية.
مادة 1: تؤمم الشركة العالمية لقناة السويس البحرية شركة مساهمة مصرية. وينتقل إلى الدولة جميع ما لها من أموال وحقوق وما عليها من التزامات وتُحل جميع الهيئات واللجان القائمة حالياً على إدارتها.».
وكان قد سبقها بلفظ الاسم الحركي «دي لسبس» وهو الذي كان ينتظر سماعه محمود يونس على أثير الإذاعة للبدء في تنفيذ عملية التأميم كما اتفق عليه مسبقاً. تضمن قرار عبد الناصر ما يترتب على التأميم من إجراءات أهمها تعويض المساهمين بقيمة الأسهم مقدرة بحسب سعر الإقفال السابق عن تاريخ إعلان القرار في بورصة الأوراق المالية بباريس، وأن تدفع تلك التعويضات بعد إتمام تسليم جميع ممتلكات الشركة للدولة. اعتبرت بريطانيا بقرار التأميم أن عبد الناصر وضع إبهامه على قصبتها الهوائية، وأنه بذلك يهدد الحياة الاقتصادية في أوروبا ويجب معاقبته وإعادة القناة حتى لو لزم الأمر استخدام القوة، ووجدت الحكومة البريطانية تعاوناً وثيقاً من نظيرتها الفرنسية ليس فقط انتقاماً من تأميم الشركة الفرنسية، ولكن رغبة في محو عبد الناصر -الذي يقدم دعماً مادياً ومعنوياً لثوار الجزائر- من الوجود، أما الولايات المتحدة فرغم امتعاضها من قرار التأميم إلا أنها لم تؤيد التوجه الأنجلو-فرنسي لاعتبارات كثيرة أبرزها أن القناة لاتؤثر بشكل مباشر على الاقتصاد الأمريكي كما هو الحال لأوروبا، كما أنه لم يكن لها حصص في أسهم الشركة الفرنسية، بالإضافة إلى انشغالها بالانتخابات الرئاسية.:152:154:46

### الإجراءات الاقتصادية ضد مصر

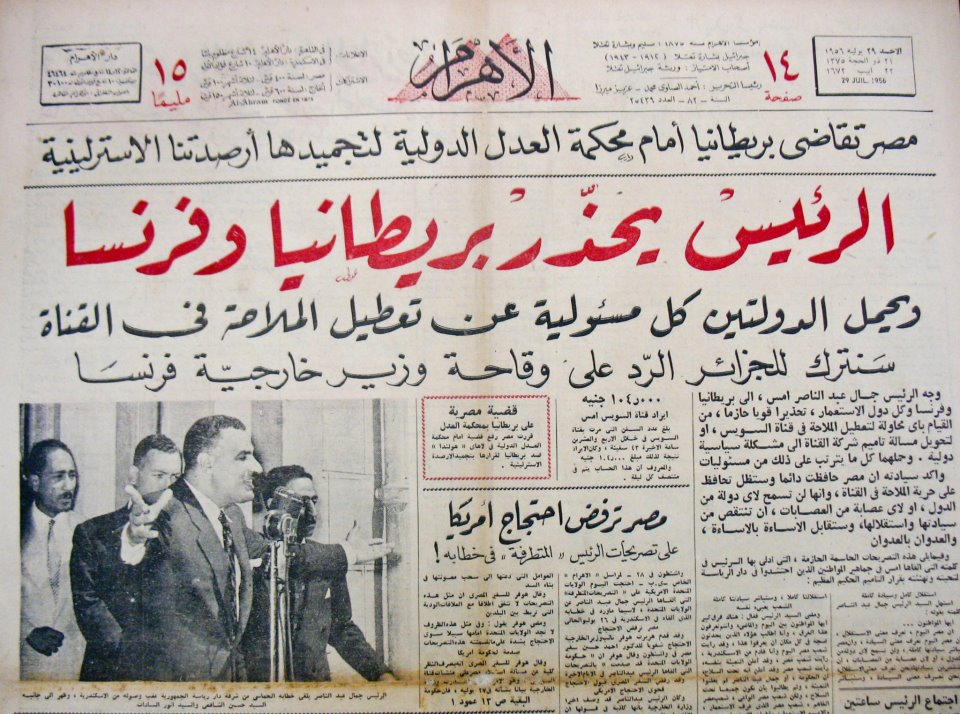
نبأ تجميد الأرصدة الاسترلينية يتصدر الصفحة الرئيسية لجريدة الأهرام.

شكلت في بريطانيا لجنة من الوزراء تتولى توجيه دفة سياسة القوة برئاسة رئيس الوزراء عرفت باسم «لجنة مصر»، والتي ارتأت أن أي عمل عسكري ضد مصر كفيل بإسقاط عبد الناصر، وتطرقت لاقتراح رئيس الوزراء العراقي نوري السعيد بتمكين الأمير عبد المنعم ابن الخديوي عباس حلمي الثاني من الحكم كبديل لعبد الناصر، وأن يكون رئيس وزرائه أحمد مرتضى المرغني «وزير الداخلية في أواخر العهد الملكي». في صخب تلك التحركات فرضت بريطانيا عقوباتٍ اقتصاديةً على مصر، فجمدت أرصدتها الإسترلينية في لندن وعليه قُيدت مصر لأن معظم تجارتها تجري بالصرف بالإسترليني باستثناء جانب صغير يستخدم فيه الدولار وجزء آخر بالمقايضة مع الكتلة الشيوعية، كذلك منعت بريطانيا شحن البضائع إلى مصر، وفرضت الرقابة على جميع حسابات البنوك المصرية لديها، ومنعت تسليم ذهب شركة قناة السويس وودائعها إلى مصر إلا بترخيص من وزارة المالية البريطانية، وامتنعت بريطانيا وفرنسا عن دفع رسوم عبور القناة وأودعتاها لدى مصارفهما، وحذت الولايات المتحدة حذو بريطانيا وجمدت أرصدة مصر الدولارية لديها، وحظرت بريطانيا تصدير الأسلحة والمعدات إلى مصر رسمياً.:156:159

### الإجراءات الدبلوماسية ضد مصر

#### مؤتمر لندن

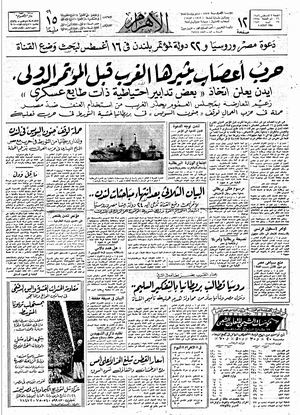
الصفحة الرئيسية لجريدة الأهرام في 3 أغسطس 1956.

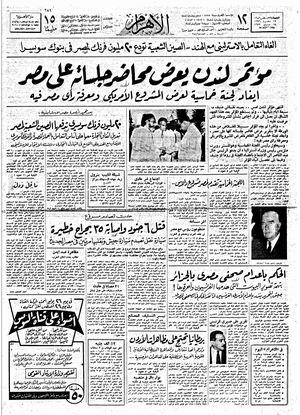
الصفحة الرئيسية لجريدة الأهرام في 24 أغسطس 1956.

قررتِ الدول الثلاث (الولايات المتحدة وبريطانيا وفرنسا) تعبئة الرأي العام الدولي ضد مصر، وفي 2 أغسطس 1956 اجتمع وزراء خارجية الدول الثلاث وأصدروا بياناً استعرض الطابع الدولي لشركة قناة السويس وأحكام اتفاقية القسطنطينية التي ضمنت حرية الملاحة في القناة دون تمييز وأن مصلحة العالم في بقاء الصفة الدولية لها بصرف النظر عن انقضاء مدة الامتياز، وأن الخطوات التي اتخذتها الحكومة المصرية تهدد حرية الملاحة وأمن القناة مما يجعل من الضروري إنشاء نظام دولي لإدارة القناة وضرورة إقامة مؤتمر في 16 أغسطس 1956 تُدعى إليه الدول المنتفعة من القناة، وهي الدول التي وقعت على معاهدة القسطنطينية أو التي حلت محلها في الحقوق والالتزامات.:160:161 تولت بريطانيا تنظيم المؤتمر في لندن فدعت الدول التسع الموقعة على اتفاقية القسطنطينية وهي (المملكة المتحدة، ألمانيا (ممثلةً للإمبراطورية الألمانية)، النمسا والمجر (ممثلتا الإمبراطورية النمساوية المجرية)، إسبانيا، فرنسا، إيطاليا، هولندا، الاتحاد السوفييتي (ممثلاً للإمبراطورية الروسية)، تركيا (ممثلة للدولة العثمانية)) كما وجهت الدعوة لستة عشر دولة أخرى معنية باستخدام الملاحة في القناة وهي (أستراليا، نيوزلندا، إندونيسيا، اليابان، سيلان، الهند، باكستان، إيران، اليونان، السويد، النرويج، الدانمارك، البرتغال، أثيوبيا، الولايات المتحدة) بالإضافة إلى مصر. وكان جلياً أن اختيار تلك الدول جاء لأنها محابية للغرب، ولم تدع الدول العربية رغم أنها المورد الأساسي للنفط، وكذلك دول الكتلة الشرقية لموقفها المتعاطف مع مصر. ورفضت الحكومة اليونانية الاشتراك في المؤتمر، ووافقت الهند على الاشتراك بشرط ألا يمس اشتراكها الحقوق والسيادة المصرية، ولايتخذ المؤتمر أي قرار نهائي إلا بموافقة مصر، ووافقت الحكومة السوفييتية مع المطالبة بتوجيه الدعوة إلى مجموعة أخرى من الدول منها الدول العربية والدول الاشتراكية، أما الحكومة المصرية فرفضتِ الاشتراك في مؤتمر يبحث السيطرة على جزء من أراضيها ودعي له أربع وعشرون دولة من أصل خمسة وأربعين دولة لها حق الحضور -وهي الدول التي تمر سفنها بالقناة-. انعقد المؤتمر فيما بين 16 و23 أغسطس 1956، وانتهى إلى تأييد المشروع الأمريكي المقدم بأغلبية الأصوات، والذي تضمن اقتراحاً بإقامة مجلس دولي يقوم على إدارة القناة، وعارضت هذا المشروع كل من الهند والاتحاد السوفييتي وإندونيسيا وسيلان، وجرى عرض المشروع على مصر عبر لجنة خماسية برئاسة «روبرت منزيس» ورفضه عبد الناصر.:171:185:19

#### إعاقة الملاحة
حاولت فرنسا وبريطانيا الرد على عبد الناصر بالشروع في تنفيذ «العملية تكديس» (بالإنجليزية: Operation Pile-Up) التي تهدف إلى إعاقة حركة الملاحة بالقناة، عن طريق إرسال سفن للمرور بالقناة فوق طاقتها المرورية، وفي نفس الوقت سحب المرشدين الأجانب لإثبات فشل مصر في إدارة القناة والحصول على فرصة للتدخل المسلح، ولكن تمكن محمود يونس -مهندس عملية التأميم- من إدارة حركة الملاحة بكفاءة واقتدار، بمساعدة المرشدين المصريين واليونانيين وضباط البحرية المصرية.:171:185:19 كذلك شرعت بريطانيا وفرنسا في تنفيذ «العملية قافلة» (بالإنجليزية: Operation Convoy) والتي قامت على أساس وضع سفن حربية عند طرفي القناة وتنظيم قوافل للمرور دون دفع رسوم، فإذا أعاقت مصر مرورها تقوم السفن الحربية بقيادة القافلة والمرور بالقوة، لكن السلطات المصرية رفضت تعطيل الملاحة وسمحت للقوافل بالمرور دون دفع رسوم، على أن تحصل الرسوم لاحقاً عبر إرسال الإيصالات إلى الشركات مالكة السفن.

#### هيئة المنتفعين

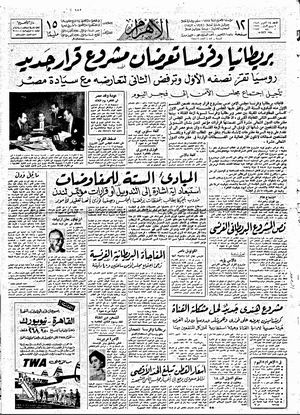
الصفحة الرئيسية لجريدة الأهرام في 14 أكتوبر 1956

لمنع وصول رسوم القناة إلى مصر وجهت بريطانيا الدعوة إلى الدول الثماني عشر -دول مؤتمر لندن- لإنشاء هيئة جديدة باسم هيئة المنتفعين تكون بمثابة شركة جديدة للقناة تعمل بالوكالة عن المنتفعين وتمارس عنهم الحقوق التي كفلتها لهم معاهدة القسطنطينية، وفي حالة إصرار مصر على الرفض، تُقيم الهيئة على ظهر سفينتين بمدخل ومخرج القناة (بورسعيد والسويس)، وتحصل رسوم المرور وتدفع إلى مصر حصتها، وفي حالة رفض مصر مرور السفن تكون في حل من استخدام القوة ضدها. وانعقد مؤتمران في لندن في 19 و22 سبتمبر لوضع اللمسات الأخيرة لتلك الهيئة، واتخذت من لندن مقراً لها، وعين قنصل الدانمارك في نيويورك مديراً لها، وأنيط بالهيئة الوصول إلى حل نهائي للمشكلة القائمة، ومساعدة الأعضاء على ممارسة حقوقهم، وضمان الملاحة الآمنة، وأن تتسلم وتحتفظ وتنفق الإيرادات المتحصلة من رسوم القناة مع عدم المساس بالحقوق القائمة انتظاراً للتسوية النهائية، ولكن لم تمارس الهيئة مهامها في ظل المعارضة السوفييتية، واعتراض الولايات المتحدة على دفع الرسوم لها واستمرار الخلاف بين أعضائها.:194:199

#### اللجوء إلى مجلس الأمن
في 23 سبتمبر سلمت كل من بريطانيا وفرنسا خطاباً رسمياً إلى رئيس مجلس الأمن يتضمن الموقف الناشئ عن العمل الذي قامت به الحكومة المصرية، وفي 24 سبتمبر طلبت مصر بحث شكواها تجاه ما تقوم به بريطانيا وفرنسا ضدها من أعمال. وأصدر مجلس الأمن قراره في 13 أكتوبر 1956 والذي كان حول مشروع بريطاني فرنسي تكون من قسمين، تضمن القسم الأول مبادئ ستة تكون أساساً للمفاوضات التي تجرى مستقبلاً لتسوية الأزمة وهي (تكون حرية العبور مكفولة والقناة مفتوحة للجميع دون أي تمييز، أن تحترم سيادة مصر، تعزل القناة عن السياسة، تحدد الرسوم بين مصر ومستخدمي القناة بطريقة يتفق عليها، تخصص نسبة عادلة من الرسوم لإنماء القناة والنهوض بها وتشغيلها، عند حدوث أي نزاع بين شركة قناة السويس والحكومة المصرية فيما يختص بالشئون المعلقة يحل هذا النزاع بطريقة التحكيم) وحاز على موافقة بإجماع الأصوات الأحد عشر، أما القسم الثاني فتضمن الاعتراف بهيئة المنتفعين، وأن تبقى القناة مفتوحة أمام جميع السفن مهما كانت جنسيتها -في إشارة إلى السفن الإسرائيلية-، إلا أنه لم يفز حين الاقتراع عليه إلا بتسعة أصوات واعتراض صوتين هما الاتحاد السوفييتي ويوغوسلافيا والأولى لها حق الفيتو، وعليه أسقط القسم الثاني من مشروع القرار، وأمام فشل السياسة الأنجلو-فرنسية في تحقيق مآربها عن طريق الضغط الدبلوماسي، قررت سلوك طريق القوة العسكرية المدبر له مسبقاً.:209:221:22:27

## التخطيط
ظهرت أولى خطط التخطيط العسكري ضد مصر حتى قبل تأميم القناة تحت اسم "ستوكبايل (بالإنجليزية: Stockpile)" وكانت خطة أمريكية إسرائيلية لتزويد إسرائيل بالسلاح الذي يمكنها من توجيه ضربة عسكرية ضد مصر في الوقت المناسب، ولكن أٌرجأت لتغير الأوضاع بعد تأميم القناة ودخول أطراف جديدة على خط الصراع. بعد التأميم وضعت بريطانيا اسم مبدئي لخطتها العسكرية ضد مصر هو "هاميلكار (بالإنجليزية: Hamilcar)" ووضعت على أساس الخطة 700، وكانت عملياتها في بادئ الأمر موجهة نحو الإسكندرية. في نفس الوقت كانت فرنسا وإسرائيل تعدان خطتهما المشتركة لعمل عسكري ضد مصر اختير له الاسم "فارس أو موسكتير (بالإنجليزية: Operation Musketeer) (بالفرنسية: Opération Mousquetaire)"، ولكن بعد تنسيق العمليات العسكرية بين بريطانيا وفرنسا اختير الاسم «فارس أو موسكتير» لسهولة نطقه باللغتين الإنجليزية والفرنسية على خلاف «هاميلكار» الذي ينطق بطريقة مختلفة بالفرنسية، وفي ذلك الوقت رفضت بريطانيا دخول إسرائيل في العمليات المشتركة تفادياً لإثارة الرأي العربي والدولي ضدها، وكانت عمليات الخطة لاتزال موجهة نحو الإسكندرية. من جانبها أعدت إسرائيل خطة منفردة للتدخل تحسباً لأي احتمالات أطلق عليها «قادش» كانت تعمل عليها منذ عقدت مصر صفقة الأسلحة التشيكية.
مع علم مصر بالخطة الموجهة ضدها بدأت القوات المصرية تتخذ مواقعها في الإسكندرية، فعُقدتِ اجتماعات في لندن لبحث تلك التطورات تقرر خلالها زيادة القوات عن طريق إشراك إسرائيل في العمليات العسكرية، وتغيير موقع الهجوم من الإسكندرية إلى بورسعيد، وأصبح اسم العملية موسكتير المعدلة أو الفرسان الثلاثة على أن تقوم إسرائيل بعمليات واسعة النطاق ضد الأردن لتضطر مصر إلى التدخل لمساندة الأردن، وتعمل القوات الإسرائيلية على الوصول بالنزاع المسلح إلى قرب حدود الضفة الشرقية ليبدأ حينها التدخل الأنجلو-فرنسي. في 10 أكتوبر هاجمت القوات الإسرائيلية مركز قلقيلية الأردني وأدى الهجوم إلى مقتل 48 أردني، إلا أن مصر لم تتورط في المعركة كما كان متوقعاً. عقب عقد معاهدة سيفرز تقرر أن تهاجم إسرائيل سيناء ويكون هدفها الرئيسي الوصول إلى مشارف القناة لتعطي القوات الأنجلو-فرنسية مبرراً للهجوم، ووضعت القوات المتحالفة تحت قيادة السير تشارلز كيتلي «قائد القوات البريطانية في الشرق الأوسط» وعين الأدميرال بيير بارجو «قائد القوات الفرنسية» نائباً له.:382:383:178:189:574:575:114:115

### بروتوكول سيفرز
اجتمعت القيادات البريطانية والفرنسية والإسرائيلية سراً في قرية سيفرز بإحدى ضواحي باريس في الفترة من 22 إلى 24 أكتوبر 1956 لتنظيم رد عسكري على مصر. مثل الجانب الفرنسي جي موليه، كريستيان بينو، بورجيس مونوري، ومثل الجانب الإسرائيلي دافيد بن غوريون، شيمون بيريز، موشيه دايان، أما الجانب البريطاني فمثله سلوين لويد وممثلون عن وزارة الخارجية في مرحلة أخرى من المفاوضات وهما باتريك دين، ودونالد لوجان، وأقرت خطة الحملة العسكرية على مصر أو ما سمي «بروتوكول سيفرز أو سيفر» كالتالي:
- بعد ظهر يوم 29 أكتوبر 1956 تقوم القوات الإسرائيلية بهجوم واسع النطاق على القوات المصرية بهدف الوصول إلى قناة السويس في اليوم التالي.
- في يوم 30 أكتوبر 1956 تقوم حكومتا بريطانيا وفرنسا بتسليم حكومتي مصر وإسرائيل طلباً قائماً على البنود الأساسية التالية:
  - إلى حكومة مصر
    - وقف مطلق لإطلاق النار.
    - انسحاب جميع القوات إلى بعد 10 أميال من قناة السويس.
    - قبول احتلال القوات البريطانية والفرنسية للمواقع الرئيسية على القناة من أجل تسهيل الملاحة لكل سفن العالم وإلى أن يتم التوصل إلى ترتيبات نهائية.

  - إلى حكومة إسرائيل
    - انسحاب قواتها إلى بعد 10 أميال شرق قناة السويس.
    - يتم إبلاغ الحكومة المصرية بقبول مصر فإذا اعترضت إحدى الدولتين أو لم تعلن قبولها خلال 12 ساعة فللقوات الفرنسية والإنجليزية اتخاذ الإجراءات اللازمة لضمان تنفيذ مطالبهما.
    - لن يطلب من إسرائيل تنفيذ الطلب المقدم إليها في حالة رفض مصر.
    - في حال رفضت مصر تشن عليها القوات الفرنسية والبريطانية هجوماً صباح يوم 31 أكتوبر 1956.
    - ترسل إسرائيل قواتها للاستيلاء على خليج العقبة ومضايق تيران وصنافير لتأمين الملاحة.
    - لن تهاجم إسرائيل الأردن خلال عملياتها ضد مصر فإذا هاجمت الأردن إسرائيل فسوف تقف بريطانيا إلى جانب الأردن.[40]:129:139[44]:28:31[45]:210:223[46]:633

### تسلسل خطط العمليات العسكرية
| الدول المخططة            | اسم الخطة                                                                 | الخطوط العامة |
| ------------------------ | ------------------------------------------------------------------------- | --- |
| إسرائيل                  | قادش الأولى (بالإنجليزية: Operation Kadesh)                               | خطة إسرائيلية من جانب واحد للقضاء على القوات المصرية في سيناء، وتأمين الملاحة الإسرائيلية في خليج العقبة.:403 |
| بريطانيا                 | العملية 700 (بالإنجليزية: Operation 700)                                  | خطة مبدئية بريطانية موجهة نحو الإسكندرية بهدف تدمير القوات المصرية واحتلال القاهرة.:403:482 |
| بريطانيا                 | هاميلكار1 (بالإنجليزية: Operation Hamilcar)                               | خطة بريطانية من جانب واحد، وضعت على أساس الخطة 700.:403:21 |
| فرنسا، إسرائيل           | موسكتير (بالإنجليزية: Operation Musketeer)                                | خطة فرنسية بالتنسيق مع إسرائيل لعمل عسكري ضد مصر. |
| بريطانيا، فرنسا          | هاميلكار2 (بالإنجليزية: Operation Hamilcar)                               | بداية التخطيط البريطاني الفرنسي المشترك، مع استثناء إسرائيل من المشاركة في العمليات، عُين لها قائد قوات بريطاني ونواب فرنسيين.:382 |
| بريطانيا، فرنسا          | موسكتير (بالإنجليزية: Operation Musketeer)                                | بنيت على أساس الخطة هاميلكار بالهجوم على الإسكندرية ثم تكون القاهرة الهدف النهائي، وحدد يوم 15 سبتمبر 1956 للهجوم.:403:382:383 |
| بريطانيا، فرنسا          | موسكتير المعدلة (بالإنجليزية: Operation Musketeer Revise)                 | موجهة نحو بورسعيد، على أن تشترك إسرائيل بالعمليات بجر مصر إلى صراع مسلح قرب القناة. اشتملت على تعليمات الغزو البحري وتخصيص الأهداف في منطقة رأس الشاطئ لقوات الإبرار البحري والجوي، واشتملت على أسلوب إدارة الغزو البحري في ظل احتمالين، الأول: إذا أبدى المصريون مقاومة ضعيفة يجري الهجوم بقوات محدودة، مع تمهيد جوي قصير، والثاني: إذا أبدى المصريون مقاومة شديدة فينفذ هجوم بحري كامل مع تمهيد جوي عنيف، بعد سقوط بورسعيد يجري الزحف نحو الإسماعيلية، ثم يوجه الطرفان هجوماً على محورين من أبو صوير والسويس ينتهي في القاهرة.:403:383:384 |
| بريطانيا، فرنسا، إسرائيل | قادش المعدلة (بالإنجليزية: Operation Kadesh Revise)                       | عملية هجوم إسرائيلي بالتنسيق مع بريطانيا وفرنسا للهجوم يوم 29 أكتوبر لإيجاد حالة صراع مسلح على مشارف القناة.:403:386 |
| بريطانيا، فرنسا، إسرائيل | موسكتير المعدلة النهائية                                                  | عملية هجوم أنجلو فرنسي رئيسية في 8/9 نوفمبر بالتنسيق مع الهجوم الإسرائيلي (قادش المعدلة)، على أن يتم زيادة حجم المعاونة البحرية والجوية لإسرائيل، وتوفى مطالبها من السلاح والمعدات.:403:384 |
| بريطانيا، فرنسا، إسرائيل | أومليت 1 (بالإنجليزية: Operation Omelette 1)                              | خطة عمليات أنجلو فرنسية مشتركة تنفذ في 3 أو 4 نوفمبر في توقيت مبكر عن موعد تنفيذ موسكتير المعدلة النهائية، لاستباق أي قرارات دولية تمنع تنفيذ الخطة، واشتملت على إبرار جوي فقط للقوات البريطانية على مطار الجميل غرب بورسعيد، والقوات الفرنسية على منطقة الرسوة جنوب بورسعيد.:403:384:387 |
| بريطانيا، فرنسا، إسرائيل | أومليت 2 "سمبلكس" (بالإنجليزية: Operation Omelette 2 "Operation Simplex") | تضمنت تعديلات على الخطة أومليت 1، تنص على تكليف القوات الفرنسية بالقيام بعملية إبرار جوي إضافية ضد بورفؤاد.:403:213:388:34 |
| بريطانيا، فرنسا، إسرائيل | تلسكوب (بالإنجليزية: Operation Telescope)                                 | خطة عمليات مشتركة في جوهرها هي مزيج من الخطة سمبلكس والخطة موسكتير المعدلة النهائية، جهزت لمواجهة الاحتمالات الجديدة على الأرض بعد انسحاب القوات المصرية من شرق القناة إلى غربها، على أن يتم قصف جوي لبطاريات المدفعية الساحلية المصرية يوم 4 نوفمبر، ويوم 5 نوفمبر تنفذ الخطة سمبلكس (الإبرار الجوي)، ويوم 6 نوفمبر يبدأ الغزو البحري (موسكتير المعدلة النهائية).:403:388:389:70:35 |
| بريطانيا                 | مصارع الثيران (بالإنجليزية: Operation Toreador)                           | عملية بحرية تشكل القسم البحري من خطة عملية موسكيتير، حيث كٌلفت مجموعة القتال البحرية 324 العاملة بالبحر الأحمر بصد ومنع أي سفينة مصرية من الوصول إلى سيناء ومنطقة السويس. |

## الأحداث

### حالة القوات قبل الحرب

#### بريطانيا
كانت القوات البريطانية مدربة تدريباً جيداً وذات خبرة ومعنويات جيدة، لكنها عانت من القيود الاقتصادية والتكنولوجية التي فرضتها عمليات التقشف التي أعقبت الحرب. كان لواء المظلات السادس عشر المستقل -والذي من المفترض أن يكون القوة الضاربة البريطانية الرئيسية ضد مصر- منشغلًا إلى حد كبير في حالة الطوارئ في قبرص، مما أدى إلى إهمال تدريب المظليين لصالح عمليات مكافحة التمرد. يمكن للبحرية الملكية إبراز قوة نارية هائلة من خلال بنادق سفنها الحربية وطائراتها التي تقلها حاملاتها، لكن نقص زوارق الإنزال اتضح أنه يمثل نقطة ضعف خطيرة.
كان الجيش البريطاني قد خضع لتوه لبرنامج تحديث كبير ومبتكر للناقلين. كان سلاح الجو الملكي (RAF) اقتنى لتوه قاذفتين بعيدتي المدى، هما فيكرز فاليانت وإنجلش الكتريك كانبيرا، ولكن نظرًا لدخولهما الخدمة مؤخرًا، لم يكن سلاح الجو الملكي البريطاني قد قام بعد بوضع تقانات قصف مناسبة لهذه الطائرات. على الرغم من ذلك اعتقد الجنرال السير تشارلز كيتي -قائد قوة الغزو- أن القوة الجوية وحدها كانت كافية لهزم مصر. على النقيض من ذلك اعتقد الجنرال هيو ستوكويل -القائد الميداني لفريق العمل- أن العمليات المدرعة المنهجية المتمحورة حول دبابة سنتوريون القتالية ستكون مفتاح النصر.

#### فرنسا
كانت القوات الفرنسية ذات خبرة ومدربة تدريبًا جيدًا ولكنها عانت من صعوبات فرضتها سياسات ما بعد الحرب المتمثلة في التقشف الاقتصادي. في عام 1956 كان الجيش الفرنسي متورطًا بشكل كبير في الحرب الجزائرية، مما جعل العمليات العسكرية ضد مصر إلهاءً كبيراً. كان المظليون الفرنسيون من نخبة فوج المظليين Coloniaux (RPC) من الجنود ذوي الخبرة، وشديدي الصلابة الذين أثبتوا أنفسهم بشكل كبير في القتال في الهند الصينية وفي الجزائر. اتبع رجال RPC سياسة «إطلاق النار أولًا، وطرح الأسئلة لاحقًا» تجاه المدنيين، والتي تم تبنيها أولًا في فيتنام، وأدت إلى قتل عدد من المدنيين المصريين. وصف المؤرخ العسكري الأمريكي ديريك فاربل بقية القوات الفرنسية بأنها «كفؤة، لكنها ليست متميزة».
تم تصميم دبابة القتال الفرنسية (والإسرائيلية) الرئيسية، إيه إم إكس-13 لعمليات المناورة، مما جعل منها دبابة مدرعة خفيفة ولكنها سريعة للغاية. وفضل الجنرال أندريه بوفر -الذي كان مرؤوسًا للجنرال ستوكويل- شن حملة سريعة الحركة يكون الهدف الرئيسي فيها هو تطويق العدو. طوال الحرب أثبت بوفر أنه أكثر عدوانية من نظرائه البريطانيين، فكان داعمًا دائمًا إلى اتخاذ العديد من الخطوات الجريئة في آن واحد. كان لدى القوات البحرية الفرنسية قوة حاملات قوية، ولكن مثل نظيرتها البريطانية عانت من نقص زوارق الإنزال.

#### إسرائيل

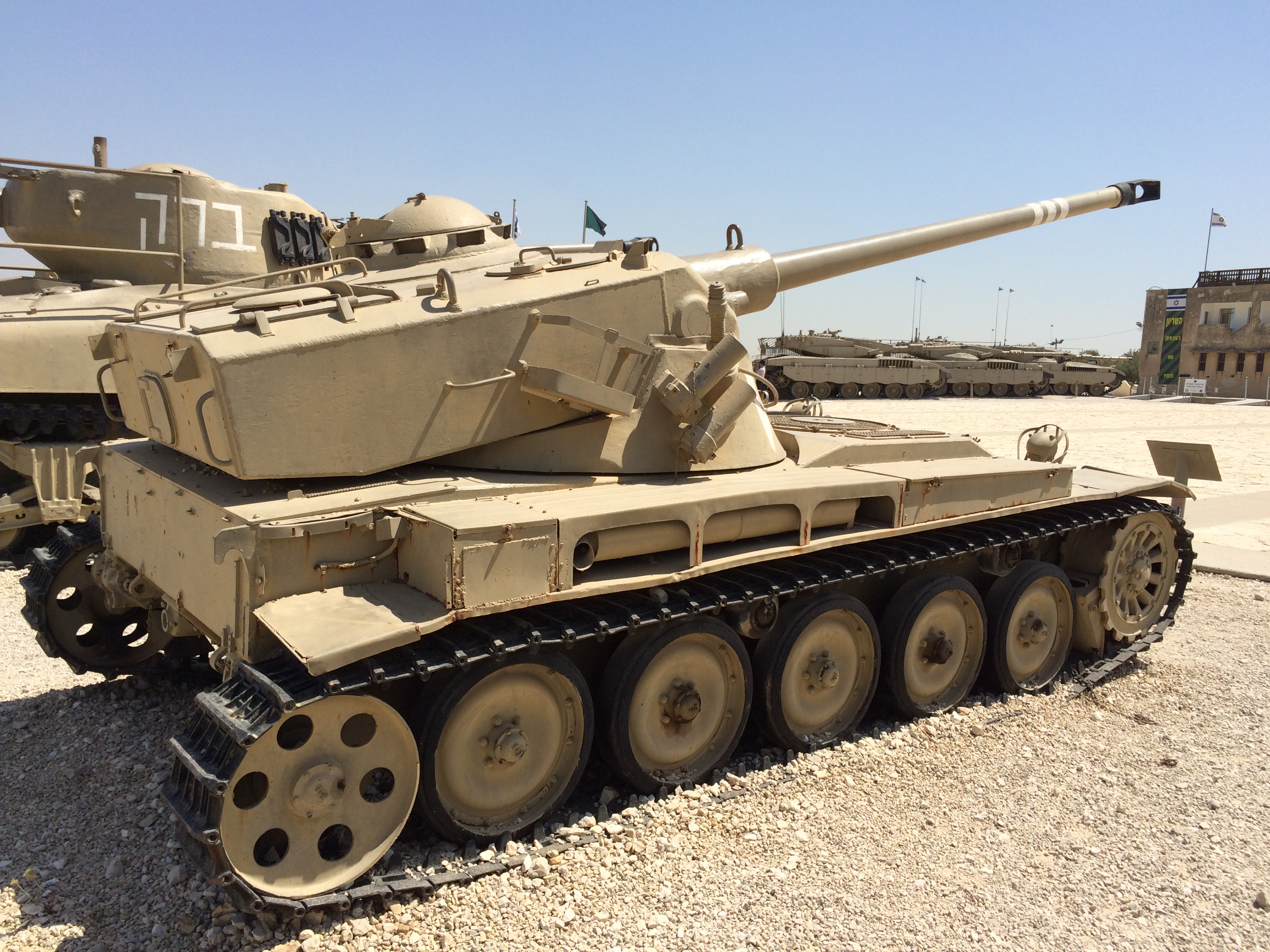
إيه إم إكس-13 الإسرائيلية، يظهر هنا الخلف والجانب.

وصف المؤرخ العسكري الأمريكي ديريك فاربل جيش الدفاع الإسرائيلي (IDF) بأنه القوة العسكرية «الأفضل» في الشرق الأوسط بينما تعاني في الوقت نفسه من «أوجه قصور» مثل «العقيدة غير الناضجة، واللوجستيات الخاطئة، وأوجه القصور الفنية». شجع رئيس أركان جيش الدفاع الإسرائيلي اللواء موشيه ديان العدوان والمبادرة والإبداع في صفوف الضباط الإسرائيليين مع تجاهل العمليات اللوجستية والعمليات المدرعة. فضل ديان -وهو رجل مشاة صلب- المشاة على حساب المدرعات التي رأى أنها خرقاء، وغالية الثمن، وتعاني من أعطال متكررة.
في الوقت نفسه كان لدى جيش الدفاع الإسرائيلي ذراع لوجستي غير منظم إلى حد ما، وقد تعرض لضغوط شديدة عندما قام الجيش الإسرائيلي بغزو سيناء. معظم أسلحة جيش الدفاع الإسرائيلي في عام 1956 جاءت من فرنسا.  كانت الدبابة الرئيسية لهذا الجيش هي «إيه إم إكس-13» وكانت الطائرة الرئيسية هي داسو ميستير الرابعة وداسو أوراجان. تمكن تدريب الطيارين المتفوق من إعطاء سلاح الجو الإسرائيلي ميزةً على خصومه المصريين. تكونت البحرية الإسرائيلية من مدمرتين، وسبع فرقاطات، وثمانية كاسحات ألغام، وعدة زوارق إنزال، وأربعة عشر زورق طوربيد.

#### مصر
في القوات المسلحة المصرية كانت السياسة وليس الكفاءة العسكرية هي المعيار الرئيسي للترقية. كان القائد المصري المشير عبد الحكيم عامر سياسيًا بحتًا، وكان يدين بمكانته لصداقته الوثيقة مع عبد الناصر. كان مدمنًا على شرب الخمر، وأثبت أنه غير كفء بشكل عام كجنرال خلال الحرب. في عام 1956 كان الجيش المصري مجهزًا جيدًا بأسلحة من الاتحاد السوفييتي مثل دبابات T-34 وIS-3 ومقاتلات ميج-15 وقاذفات إليوشن إي إل 28 والبنادق ذاتية الدفع إس يو-100 وبنادق هجومية.
أدت الخطوط الصارمة بين الضباط والجنود في الجيش المصري إلى «عدم ثقة واحتقار» متبادلين بين الضباط والرجال الذين خدموا في ظلهم. كانت القوات المصرية ممتازة في العمليات الدفاعية، ولكن كان لديها قدرات ضئيلة في العمليات الهجومية بسبب عدم وجود «قيادة فعالة للوحدات الصغيرة».

### حجم القوات المهاجمة
بلغ حجم القوات المشتركة من الدول الثلاث:
- قوات برية: 38 لواء، 750 دبابة، 2510 مدافع.
- قوات بحرية: بارجة واحدة، 7 حاملات طائرات، 8 طرادات، 20 مدمرة، 20 فرقاطة، 9 غواصات، 22 زورق طوربيد، 134 سفينة أخرى.
- قوات جوية: 28 سرب مقاتلات، 25 سرب قاذفات مقاتلة، 23 سرب قاذفات، 19 سرب طائرات نقل جوي، 10 أسراب طائرات استطلاع، سرية هليكوبتر اقتحام، 5 أسراب إمداد جوي واتصال.[3][52][53]

### التمهيد للهجوم
في 25 أكتوبر 1956 صدر القرار النهائي بتنفيذ «الخطة موسكتير المعدلة النهائية»، فبدأت قوات العدوان التحرك من قواعدها بالجزائر وجنوب فرنسا واستأنفت طائرات المستير الفرنسية رحلاتها المتجهة إلى إسرائيل، وأعلن أن تحركات الأسطول البريطاني الفرنسي ليست إلا مناورة تدريبية. قامت إسرائيل كذلك بتعبئة قواتها سرًا على مراحل متتالية وأعدت ترتيباتها النهائية للحرب، وأخطرت شركاءَها أن «العملية قادش» سوف تبدأ يوم 29 أكتوبر كما هو محدد. وقطعت الدول الثلاث اتصالاتها مع واشنطن -التي كانت ترفض مبدأ استخدام القوة ضد مصر- وأصبح موعد بدء التنفيذ يوم 7 أو 8 نوفمبر خاصة أنه يعقب الانتخابات الأمريكية المنعقدة في 6 نوفمبر بيوم واحد، كان هناك اعتقاد أن الولايات المتحدة ستغض الطرف عن الهجوم بعد انتهاء الانتخابات. وإمعاناً في تضليل الأجهزة المراقبة للتحركات الإسرائيلية أثيرت بلابل سياسية في الأردن، وحشدت القوات الإسرائيلية بعض قواتها على الجبهة الأردنية لجذب الانتباه، كما كان يوم الهجوم مقررًا كموعدٍ لاجتماعٍ مقررٍ عقده في جنيف بين محمود فوزي وسلوين لويد وكريستيان بينو، بحضور همرشولد لإعطاء مصر الأمل في حل سياسي لن يحدث كما ظهر لاحقاً.:141:34:227

### الموقف في سيناء
كان الموقف العسكري في سيناء مكشوفًا، فتحسبًا للتهديدات البريطانية الفرنسية بإنزال قواتٍ في منطقة القناة أصدرت القيادة المصرية الأوامر إلى قواتها في سيناء بالانسحاب في الفترة من أغسطس إلى منتصف أكتوبر 1956 -عندما كانت أزمة السويس على أشدها- خشية تبعثر قوات الجيش في الصحراء بين الحدود ومنطقة القناة وإمكانية حصارها وعزلها في حالة هجوم بريطاني فرنسي. ولم يبق في سيناء سوى ست كتائب (اثنتان في أم قطف، واثنتان في الشيخ زويد، واثنتان في العريش).:53:54

### الغزو الإسرائيلي

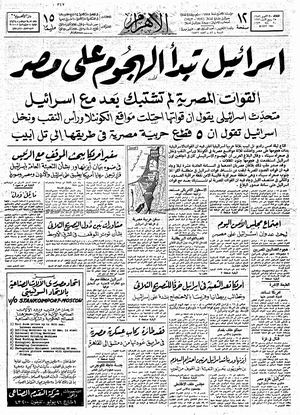
الصفحة الرئيسية لجريدة الأهرام في 30 أكتوبر 1956

#### الخطة الإسرائيلية
تلخصت الخطة الإسرائيلية في إسقاط كتيبة مظلات من اللواء 202 مظلات فوق صدر الحيطان، ثم يزحف باقي اللواء على محور الكونتيلا - نخل - صدر الحيطان، لينضم إلى الكتيبة التي أسقطت شرق ممر متلا، وبعد تنفيذ الضربة الجوية الأنجلو-فرنسية تتقدم المجموعة 38 عمليات المكونة من (اللواء 7 مدرع، اللواء 4 مشاة، اللواء 10 مشاة، اللواء 37 ميكانيكي) للاستيلاء على «أم قطف»، بينما تتقدم المجموعة 77 عمليات المكونة من (اللواء 27 مدرع، اللواء 1 مشاة، اللواء 11 مشاة) لاحتلال رفح والعريش، ووضع تحت قيادة تلك المجموعة أيضًا اللواء 12 مشاة المكلف بالهجوم على قطاع غزة، ثم تواصل المجموعتان الزحف حتى يصلا إلى 16 كيلو متر شرق القناة حيث يتوقفان هناك، وفي الجنوب تتقدم مجموعة اللواء 9 ميكانيكي من إيلات إلى شرم الشيخ. وخصص اللواء 10 مشاة كاحتياطي قريب للمجموعة 38 عمليات، والألوية 8، 16، 17 مشاة كاحتياطي عام للقيادة الجنوبية.:55:57:185:186:222

#### بدء العمليات
بدأ الهجوم الإسرائيلي في الساعة الخامسة ظهرًا يوم 29 أكتوبر 1956، بعد أربعة أيام من توقيع بروتوكول سيفرز. وأعلنت إسرائيل أن هذا التحرك العسكري جاء ردًا على اعتداء الجيش المصري على خطوط المواصلات الإسرائيلية في البر والبحر بهدف تدميرها وحرمان المواطنين الإسرائيليين من الحياة الآمنة، وفوجئت القيادة المصرية بالهجوم حيث كانت تحت تصور أن مشكلة القناة في طريقها إلى حل سياسي.:141:142:227:229

#### الإنذار الأنجلو-فرنسي
حتى صباح يوم 30 أكتوبر 1956 كانت القيادة المصرية تستبعد نظرية التواطؤ الثلاثي، وذلك حتى ظهرت طائرات بريطانية في الأجواء المصرية، وتأكدت الشكوك حينما دُعي السفيران المصريان في لندن وباريس في اليوم ذاته إلى وزارتي الخارجية في العاصمتين ليتسلم كل منهما إنذاراً بريطانياً فرنسياً يطالب كلاً من مصر وإسرائيل بالابتعاد بقواتها عشرة أميال عن قناة السويس حتى لايتعرض المرفق الدولي للخطر، وبناءً على ذلك فإنهما يطلبان من حكومة مصر أن:
- توقف فورًا كل الأعمال الحربية في البر والبحر والجو.
- تسحب كل القوات المصرية إلى مسافة عشرة أميال غرب القناة.
- تحتل قوات بريطانية وفرنسية مواقع رئيسية في بورسعيد والإسماعيلية والسويس لضمان حرية الملاحة في القناة وحتى يمكن فصل القوات المتحاربة.

وإذا لم يتم الرد على هذه المكاتبة خلال اثنتي عشرة ساعة بالتعهد بالتنفيذ من قبل إحدى الحكومتين (المصرية أو الإسرائيلية) أو كلتيهما فإن بريطانيا وفرنسا ستتدخل بأي قوات تراها ضرورية لضمان التنفيذ.
ردت إسرائيل بالإيجاب على الإنذار الثنائي شريطة أن يصل رد إيجابي من مصر، وهو ما لم يحدث حيث ردت مصر برفضها قبول الإنذار. في الوقت نفسه أرسلت الولايات المتحدة برقية إلى إسرائيل تطلب فيها سحب القوات الإسرائيلية وعندما لم تتلق ردًا من إسرائيل طلبت عقد اجتماع طارئ لمجلس الأمن قُدم فيه مشروع قرار بأن تسحب إسرائيل قواتها، وأن تمنتع الدول الأخرى عن استخدام القوة أو التهديد بها، واستخدمت بريطانيا وفرنسا حق الفيتو ضد هذا القرار.:142:143:58:59:229

#### استكمال المعارك

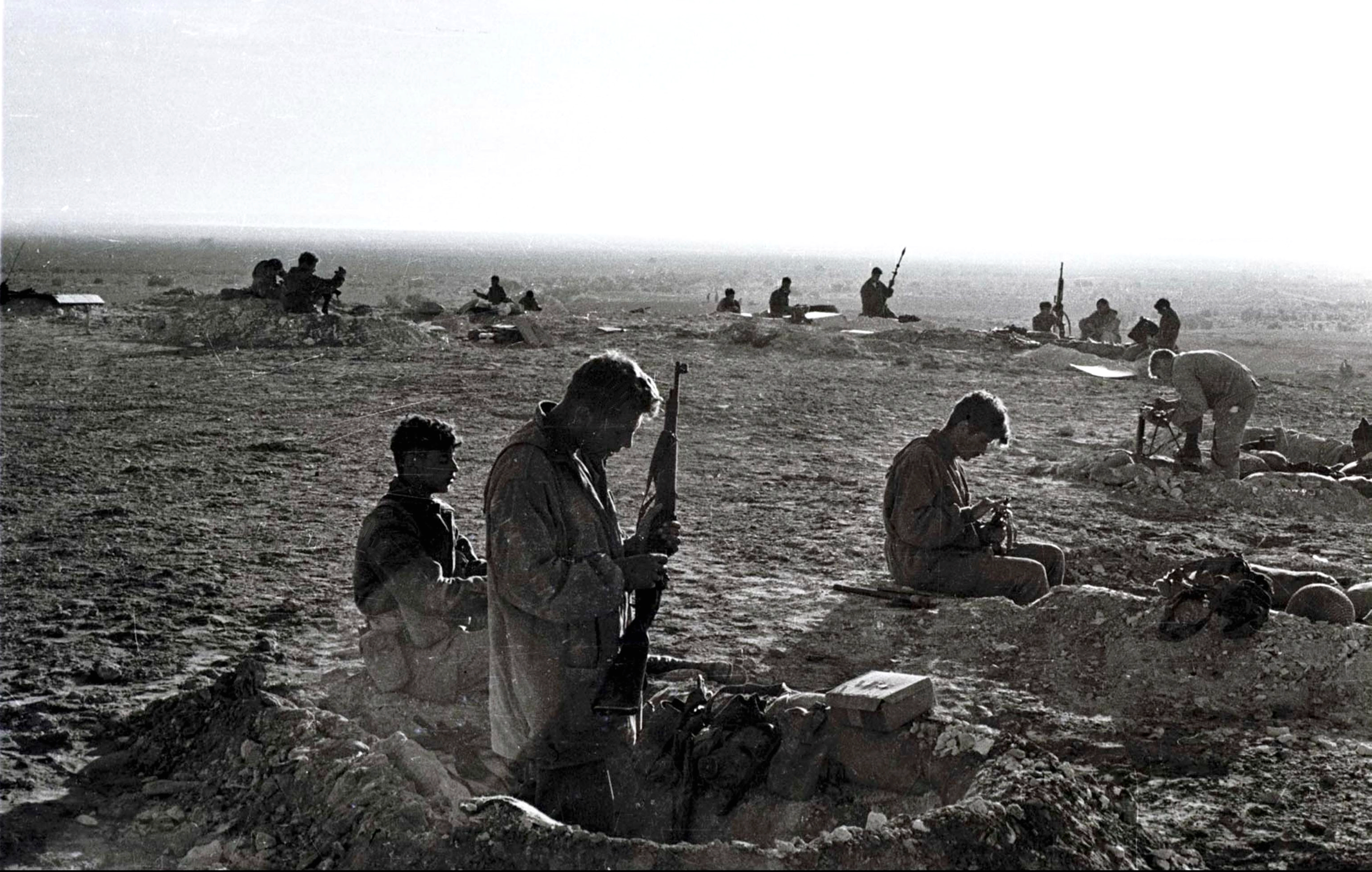
القوات الإسرائيلية في سيناء.

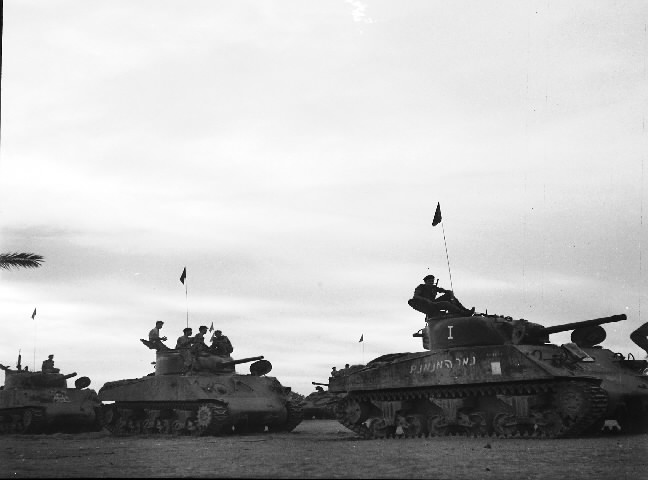
دبابات الشيرمان الإسرائيلية في سيناء.

خاضت القوات الإسرائيلية معارك عنيفة أمام القوات المصرية انتهت باستيلائها على أبو عجيلة وبير الحسنة وجبل لبني وبئر الحمة، واستغلت الفرصة كذلك لإحكام الخناق حول القوات المصرية في أم قطف وأم شيحان بالاستيلاء على منطقة سد الروافعة ولكن بعد معارك خسرت فيها كثيرًا، وانتهت بتراجع القوات المصرية إلى العريش لتسيطر القوات الإسرائيلية بذلك على الطرق الثلاث التي تتحكم في جنوب سيناء. وفي ممر متلا ظلت قوات المظلات الإسرائيلية تقاتل لمدة سبع ساعات، وحاولت احتلال الممر بإرسال كتيبة مدرعة ولكن القوات المصرية حاصرتها وكبدتها خسائر فادحة، وبعد قتال عنيف استولت القوات الإسرائيلية على الممر في معركة وصفها موشيه ديان بأنها لم تخض وحدة مقاتلة مثلها من قبل.:143:144:60
أصدرت رئاسة الأركان الإسرائيلية تعليماتها بتأجيل الهجوم على «أم قطف» انتظارًا للضربة الجوية الأنجلو-فرنسية المخطط لها حتى لاتتعرض القوات الإسرائيلية لخسائر يمكن تفاديها بعد الضربة، فضلًا عن إضفاء صورة العملية الانتقامية على تحركاتها قبل تلك الضربة وإبعاد شبهة الحرب، ولكن خلافًا لتلك التعليمات قامت القيادة الجنوبية الإسرائيلية منتصف ليلة 29/30 أكتوبر بإصدار أوامرها إلى اللواء 10 مشاة بالاستيلاء على موقع «أم قطف» -الذي كان يشكل بجانب موقع «أم شيحان» عائقاً أمام تقدم القوات الإسرائيلية نحو القطاع الأوسط من سيناء- استغلالًا لعنصر المفاجأة.
ولكن فشل الهجوم الإسرائيلي على أم قطف، ونجح قائد اللواء 6 مشاة المصري الذي كلف بالدفاع عن تلك المنطقة بكتائبه غير المكتملة العدد أو العتاد في صد الهجمات المتتالية للقوات الإسرائيلية، بل ونجحت قواته في تنفيذ هجوم مضاد، وبالرغم من التفاف القوات الإسرائيلية حولها (من الشرق باللواء 10 مشاة، ومن الغرب باللواء 7 مدرع، ومن الجنوب الشرقي باللواء 37 ميكانيكي، ومن الجنوب الغربي باللواء 4 مشاة) لكنها لم تنجح في اختراق الدفاعات المصرية، وقُتل خلال المعارك قائد اللواء 37 ميكانيكي، وعلى إثر ذلك الفشل قام قائد القيادة الجنوبية بتغيير قائد اللواء 10 مشاة، وظلت القوات المصرية صامدة في أم قطف دون إمدادات تُمني القوات الإسرائيلية بخسائر فادحة حتى وصلت إليها أوامر القائد العام بالانسحاب شأنها شأن جميع القوات المصرية في سيناء، ونجحت قوات اللواء 6 مشاة المصري في إخلاء أغلب أفرادها وتعطيل معداتها الثقيلة دون أن تشعر بها القوات الإسرائيلية، وعندما عاودت القوات الإسرائيلية ظهر يوم 2 نوفمبر الهجوم من الشرق والغرب بسريتي دبابات بعد تمهيد مدفعي وجوي، اشتبكت القوات الإسرائيلية مع بعضها في المواقع الخالية ودمرت 8 دبابات إسرائيلية. ذكر موشى ديان تعليقًا قي مذكراته عن «معركة أم قطف» بقوله «إنها المكان الذي قاتل فيه المصريون على أفضل وجه، بينما قاتل الإسرائيليون على أسوأ صورة.»:145:146:210:183
خلال ليلة 31 أكتوبر ويوم 1 نوفمبر كان القتال في القطاع الشمالي عند رفح والعريش جاريًا، وانقسمت القوات الإسرائيلية إلى مجموعاتٍ صغيرةٍ تحارب في معارك مستقلة لتفادي الأسلاك الشائكة وحقول الألغام.:145:146 وصباح يوم 2 نوفمبر بدأ اللواء 9 مشاة الإسرائيلي مسيره نحو شرم الشيخ، وبدأ اللواء 11 مشاة الإسرائيلي عملياته في قطاع غزة واستولى عليه، ودخلت القوات الإسرائيلية العريش دون مقاومة بعد انسحاب القوات المصرية طبقًا لأوامر القيادة العامة، واتجهت وحدات إسرائيلية غربًا نحو القنطرة، فيما اتجهت وحدات أخرى نحو مطار العريش لتأمينه وضمان طريق أبو عجيلة، لتنهي القوات الإسرائيلية بذلك تقريباً معاركها على المحور الشمالي في سيناء. أتم كذلك اللواء 27 مدرع الاستيلاء على محور القسيمة - جبل لبنى - الإسماعيلية.:146:147 وفي 5 نوفمبر سقطت شرم الشيخ آخر المواقع المصرية في سيناء والتي كان يعني احتلالها التحكم في مضيق تيران وفك الحصار عن الملاحة الإسرائيلية إلى إيلات.:150:151

### الغزو الأنجلو-فرنسي

#### الضغوط الإسرائيلية الفرنسية
مع قبول إسرائيل الإنذار الأنجلو-فرنسي ووقوفها بالقرب من القناة دون قوات مصرية أمامها هددت شريكتيها بأنه إذا لم تتدخلا كما اتفق عليه مسبقًا فإنها ستقبل بقرار الجمعية العامة بوقف إطلاق النار، وحينئذ لن يبقى هناك مسوغ لهجوم بريطاني فرنسي، ترافق ذلك مع تسارع الأحداث والإجراءات داخل الأمم المتحدة، وتضاؤل احتمالات قيام ثورةٍ داخليةٍ في مصر تطيح بعبد الناصر -كما توقعت الخطة الأنجلو فرنسية-، بالإضافة إلى الضغوط الفرنسية المؤيدة للحرب، فصدرت الأوامر بالشروع في تنفيذ الخطة البريطانية الفرنسية المشتركة.:248:253

#### إقرار الخطة المشتركة

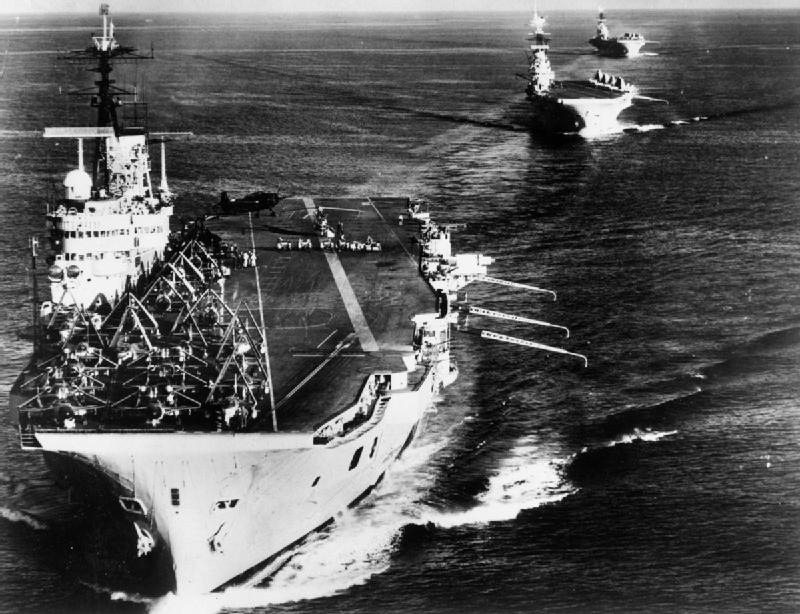
الأسطول البريطاني خلال الأزمة

قبل منتصف ليلة 3/4 نوفمبر 1956 عقد الجنرال تشارلز كيتلي مجلس الحرب في مركز قيادة العمليات المشتركة في ابسكوبي، بمشاركة الأدميرال بيير بارجو، والجنرال أندريه بوفر، والجنرال جان جايلز، والجنرال جاك ماسو، والبريجادير بتلر. وتبلورت نتائج الاجتماع في تنفيذ الخطة تلسكوب وهي خطة تعرضية مزدوجة -هي في جوهرها مزيج من الخطة سمبلكس أو أومليت 2 والخطة موسكتير المعدلة النهائية- على أن تنفذ الخطة تلسكوب خلال أيام 6،5،4 نوفمبر على الوجه التالي:
1. في صباح يوم 4 نوفمبر تُتم القوات الجوية الأنجلو-فرنسية تدميرَ المدفعية الساحلية وأجهزة الرادار والمدفعية المضادة للطائرات ومراكز المقاومة في رأس الشاطئ ببورسعيد.
2. في صباح يوم 5 نوفمبر تنفذ العملية سمبلكس «أومليت 2»، فيهبط جنود المظلات البريطانيون فوق مطار الجميل غرب بورسعيد بينما يهبط جنود المظلات الفرنسيون جنوب بورسعيد وفي بورفؤاد، لتأمين المحيط الخارجي لمنطقة رأس الشاطئ.
3. في صباح يوم 6 نوفمبر يبدأ الغزو البحري من خلال تنفيذ العملية موسكتير المعدلة النهائية.

انعقد المجلس مرة أخرى فجر يوم 4 نوفمبر بوصول السير أنتوني هيد، والجنرال جيرالد تمبلر، والجنرال كيتلي هوبس، وموري، وحضر عن الجانب الفرنسي الأدميرال بارجو، والجنرال جازان، وبابان، وذلك بغرض رأب أي صدعٍ بين القيادات.:68:71

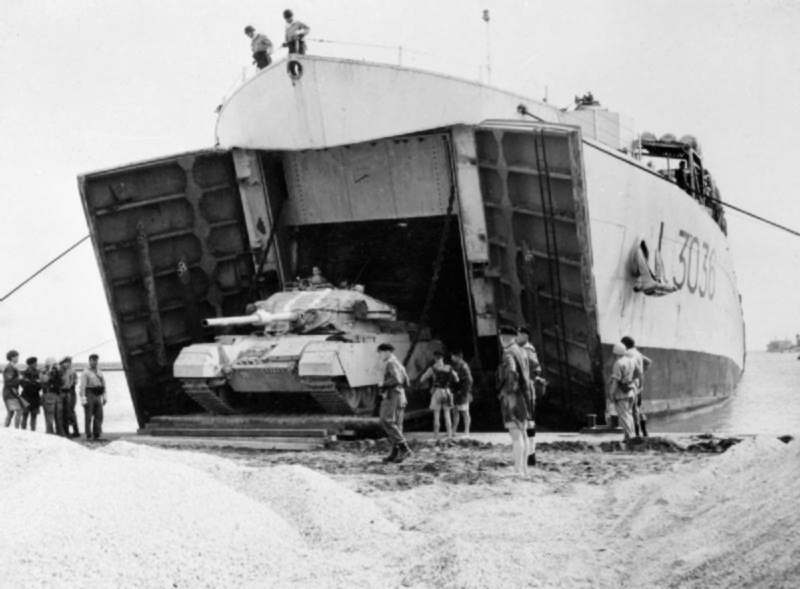
الإنزال البري للقوات البريطانية.

#### بدء العمليات
مع فجر يوم 4 نوفمبر وزعت خطط العمليات على المسؤولين وبدأ تحميل السفن بصفة نهائية في ميناء ليماسول، ومساءً صدر الأمر بالإبحار في اليوم التالي 5 نوفمبر التقت السفن الفرنسية مع السفن البريطانية التي أبحرت من مالطة، وسارت العمارتان البحريتان في خمسة أرتال -ثلاث بريطانية واثنتان فرنسيتان- خلف ستار من سفن الكراكات. وفي صباح اليوم نفسه هبط المظليون البريطانيون فوق منطقة الجميل، ولحقهم المظليون الفرنسيون فوق منطقة جنوب قناة الوصل التي تربط قناة السويس ببحيرة المنزلة، ثم أعقبتها عملية إبرار فوق منطقتي الرسوة وبورفؤاد، وأعقب ذلك عملية اقتحام جوي رأسي بالحوامات من حاملات الطائرات على منطقة رأس الشاطئ.:71:72

### الإجراءات المصرية
خلال ليلة 30 أكتوبر ويوم 31 أكتوبر سارعت القيادة المصرية بإرسال تعزيزاتها إلى سيناء وشرم الشيخ، وشرع سلاحها البحري في مهاجمة الشواطئ الإسرائيلية. ولكن عندما تأكدت من التواطؤ بين الدول الثلاث بعد القصف الجوي الأنجلو-فرنسي مساء يوم 31 أكتوبر، صدرت الأوامر خلال ليلة 31 أكتوبر ويوم 1 نوفمبر بانسحاب القوات من سيناء وعودة الفرقة الرابعة المدرعة التي عبرت في الليلة السابقة إلى سيناء، ووقف تقدم أي تشكيلات أخرى مع استمرار تمسك كتائب المشاة الست بمواقعها في سيناء لمدة 48 ساعة لحين إتمام الفرقة الرابعة المدرعة انسحابها إلى غرب القناة.
كما صدرت الأوامر بإرسال قاذفات القنابل من طراز إليوشن إلى الصعيد والسعودية. ووضعت خطة حرب العصابات موضع التنفيذ، وأسند إلى زكريا محيي الدين مسؤولية قيادة المقاومة الشعبية، بينما أسند إلى كمال الدين حسين قيادة الفدائيين بمنطقة القناة. وأخفيت الأسلحة والمعدات في أماكن اختيرت في كل مدن الوجه البحري، ووزعت الأسلحة على المتطوعين في المقاومة الشعبية، وجابت عربات الجيش الشوارع حاملة مكبرات صوت تدعو الناس إلى الجهاد ومقاومة الغزاة. قطعت مصر أيضًا علاقاتها الدبلوماسية مع بريطانيا وفرنسا، واستولت على ممتلكاتهما في مصر، وعطلت الملاحة في قناة السويس بتنفيذ خطة كانت معدة مسبقًا بإغراق باخرة محملة بالإسمنت في عرض المجرى الملاحي.:389:392:143:61:62
صمدت الجبهة الداخلية المصرية وتكاتفت خلف زعيمها عبد الناصر، ولم تصدق توقعات قوى العدوان التي كانت واثقة من سقوط النظام بمجرد قصف الأهداف العسكرية، وقطع وسيلة اتصال عبد الناصر بشعبه من خلال تدمير محطات الإرسال المصرية. ولكن بادرت إذاعة دمشق مواصلة رسالة الإذاعة المصرية مستهلة إذاعتها بعبارة «هنا القاهرة». ونادى جمال عبد الناصر من فوق منبر الجامع الأزهر «سنقاتل .. سنقاتل».:75:76

#### صمود بورسعيد

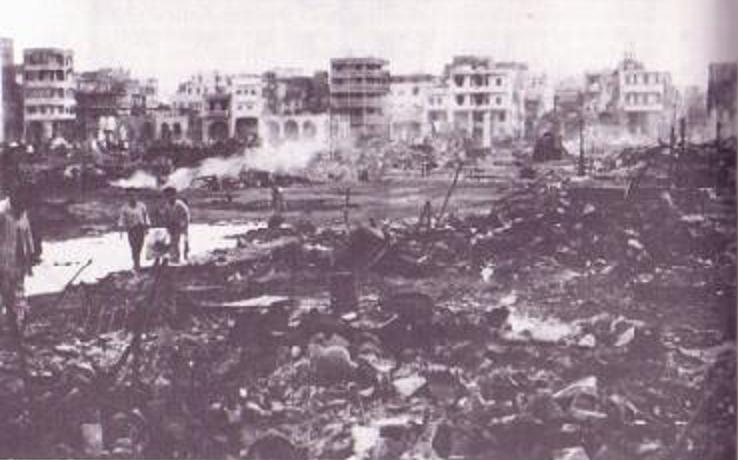
الدمار الذي لحق ببورسعيد

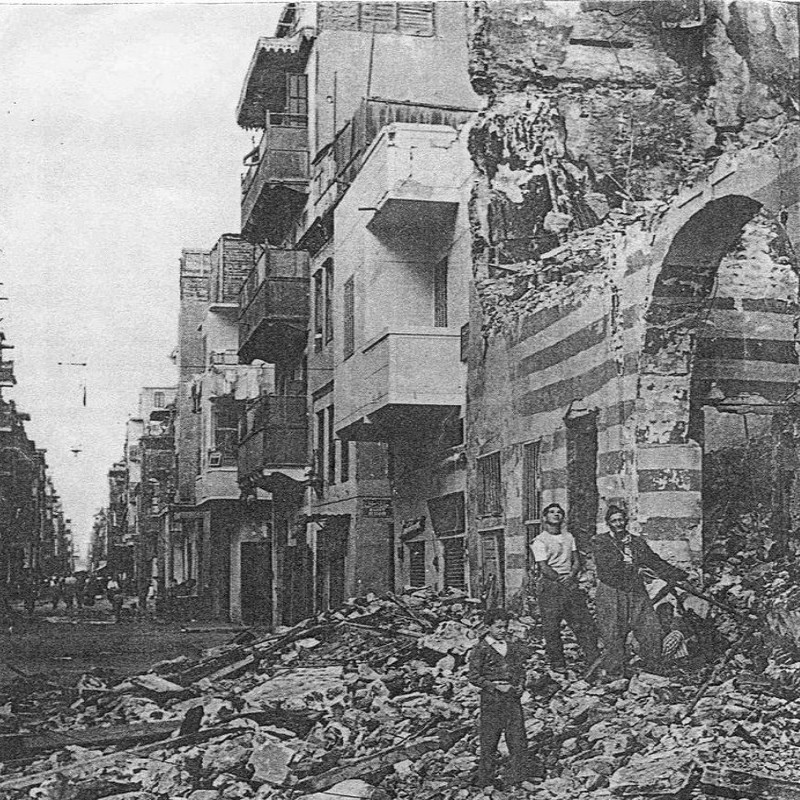
آثار القصف على بورسعيد

توقف القتال بين مصر وإسرائيل يوم 6 نوفمبر،:48 فيما التحمت قوات الجيش المصري والمقاومة الشعبية في بورسعيد أمام تحقيق هدف واحد وهو دحر العدوان، ونال صمود شعب بورسعيد وكفاحه في مقاومة العدوان إعجاب العالم، فبرغم استمرار قصف المدينة جواً وبحراً طوال يوم 5 نوفمبر، فقد أنها نجحت في تثبيت قوات الإبرار الجوي الأنجلو-فرنسي طوال يوم 5 نوفمبر، وأنزلت بها كذلك خلال يوم 6 نوفمبر خسائر كبيرة، وتمكنت من تثبيت العدو داخل منطقة رأس الشاطئ ومنعته من تأمينها وعرقلة انطلاقه صوب الإسماعيلية.:208:73:76 ودارت معارك عنيفة بين قوات الاحتلال وقوات المقاومة ظهرت خلالها أمثلة عديدة للفداء سواء من المدنيين من أبناء بورسعيد أمثال السيد عسران ومحمد مهران، أو العسكريين أمثال المقدم بحري جلال الدسوقي والملازم بحري جول جمال اللذين استشهدا في معركة البرلس البحرية. ومن أشهر العمليات التي أسفرت عنها عمليات المقاومة أسر الضابط أنتوني مورهاوس والادعاء باغتيال شخصية عسكرية باسم الميجور جون وليامز.:44:48

### الموقف الدولي من الحرب

#### موقف الأمم المتحدة

##### قرار 2 نوفمبر
قدمت الولايات المتحدة مشروع قرار إلى الجمعية العامة للأمم المتحدة المنعقدة في 1 نوفمبر 1956 نصت فقراته التنفيذية على:
1. على جميع الأطراف المتشابكة قبول وقف إطلاق النار والكف عن نقل القوات العسكرية والأسلحة إلى هذه المنطقة.
2. سحب القوات إلى ما وراء خطوط الهدنة، والكف عن القيام بغارات عبر خطوط الهدنة على الأراضي المجاورة ومراعاة نصوص اتفاقيات الهدنة بدون تردد.
3. توصى جميع الدول بالامتناع عن إدخال المواد الحربية إلى منطقة الأعمال العدوانية، وأن تمتنع بصفة عامة عن القيام بأي أعمال قد تؤخر أو تمنع تنفيذ هذا القرار.
4. يُحث على اتخاذ الخطوات اللازمة لإعادة فتح القناة وإعادة تأمين حرية الملاحة بها بعد تنفيذ وقف إطلاق النار.
5. يُطلب من الأمين العام أن يُراعي وأن يُبلغ مجلس الأمن والجمعية العامة على الفور بمدى الامتثال لهذا الاقتراح لاتخاذ أي إجراء آخر يريانه مناسباً طبقاً لميثاق الأمم المتحدة.
6. تظل الجمعية العامة منعقدة في جلسة طارئة امتثالاً لهذا القرار.

وافقت الجمعية العامة على المشروع الأمريكي في 2 نوفمبر بأغلبية 64 صوتًا ضد خمسة أصواتٍ هي (بريطانيا، فرنسا، إسرائيل، أستراليا، نيوزيلندا)، وامتناع ست دول عن التصويت. أبلغت مصر الأمين العام في نفس اليوم قبولها القرار، وأعلن الأمين العام ذلك في 3 نوفمبر مع احتفاظ مصر لنفسها بالحق في عدم تنفيذ أحكامه إذا ظلت القوات المهاجمة توالي عدوانها. وشُكلت لجنة ثلاثية لمراقبة التنفيذ ضمت كلًا من رالف بانش، وإيليا تشيرليشيف، وقسطنطين ستافروبولوس:237:241

##### اقتراح قوة طوارئ الدولية
سعت الدبلوماسية الكندية بقيادة ليستر بيرسون لإيجاد مخرج للأزمة يخفف من حدة الصدام بين الحلفاء الغربيين، فاقترح تشكيل قوة دولية تكون أداة فعالة لفرض قرارات الأمم المتحدة، ووافقت الجمعية العامة على المشروع الكندي في 4 نوفمبر بأغلبية 57 صوتًا وامتناع باقي الدول ودون اعتراضات، وتمت الموافقة كذلك على تعيين الجنرال تومي بيرنز قائداً للقوة الدولية الجديدة، وشُكلت لجنة لبحث تنفيذ القرار كانت فيه الهند لسان مصر والتي أصرت على عدم انضمام أي قوات بريطانية أو فرنسية إلى القوات الدولية.:245:251:21

#### الموقف العربي
وقف العديد من الدول العربية بجانب مصر أمام العدوان معتبرين أن إخضاع مصر معناه إخضاع العالم العربي، فوضعت سوريا مواردها تحت تصرف مصر، وأعلنت التعبئة العامة والأحكام العرفية، وقطعت علاقاتها الدبلوماسية ببريطانيا وفرنسا، ونسفت كل من الأردن وقطر أنابيب البترول، وتظاهر العرب في الكويت والبحرين ضد الإنجليز وهددوا بتعطيل العمل في آبار النفط.:48:50:220
اما الموقف في العراق فقد كان على النقيض، فقد اتسم موقف الحكومة العراقية بالتشفي من مصر وجمال عبد الناصر بشكل علني وصريح، وراحت الإذاعة العراقية تحاول صرف أنظار الشعب عن العدوان الذي دعته بالتطورات والملابسات السياسية، كما راحت الإذاعة تبث الأغاني الممجوجة، التي كان التشفي ينبعث منها مما أثار سخط واستنكار وتقزز الشعب منها، ومن الحكومة المتواطئة مع الإمبريالية، والتي سخرت مطاراتها للطائرات البريطانية ومستشفياتها لجرحى المعتدين، وضخت النفط إلى ميناء حيفا في إسرائيل لتجهيز طائرات وجيوش المعتدين بالوقود، وقد كان نوري السعيد رئيس وزراء العراق في لندن حينما أعلن عبد الناصر تأميم قناة السويس، واجتمع مع رئيس الوزراء البريطاني أنطوني إيدن حاثًا إياه على ضرب مصر، وبرهنت الحوادث على أن نوري السعيد كان على علم مسبق بقرار الهجوم على مصر، وعاد إلى بغداد مسرعاً، ليقوم بدوره المرسوم في دعم العدوان.
وفي السعودية أُعلنت التعبئة، وأرسل الملك سعود برقية إلى الرئيس عبد الناصر أكد فيها أن قوات وإمكانيات المملكة حاضرة لمعاونة مصر، وأرسل إلى مصر قوة عسكرية من المتطوعين أطلق عليها «المجاهدين السعوديين للدفاع عن الوطن العربي» كان من بين أفرادها الأمير سلمان بن عبد العزيز (أمير الرياض)، والأمير فهد بن عبد العزيز (وزير المعارف)، والأمير سلطان بن عبد العزيز، والأمير عبد الله الفيصل (وزير الداخلية)، وقطعت المملكة علاقاتها الدبلوماسية مع بريطانيا وفرنسا، ومنعت جميع الطائرات التابعة لشركات رأسمالها فرنسي أو بريطاني من الطيران في أجوائها، كما أوقفت شحن النفط إليهما، وأوقفت ضخ النفط لمعامل التكرير بالبحرين التي كانت تحت الحماية البريطانية. وأرجئ الاحتفال المقرر في 12 نوفمبر بمناسبة تولي الملك سعود مقاليد الحكم، وجرى تخصيص المبالغ المقررة له للمجهود الحربي العربي. كما لجأ الملك سعود لممارسة الضغوط السياسية على الولايات المتحدة، وطلب من أيزنهاور التدخل السريع والفوري لإيقاف العدوان، وعندما اجتمعت القمة العربية في لبنان لتأييد مصر ودعمها ضد العدوان ولم يحضرها عبد الناصر لظروف الحرب، قال الملك سعود: «إننا نؤيد كل التأييد مصر، إننا نمثل في هذا الاجتماع الرئيس عبد الناصر لأنه وضع ثقته فينا جميعًا، ونرجو من الله أن يوفقنا لأجل نصرة العرب».

#### الموقف السوفييتي
في 5 نوفمبر بعث نيكولاي بولجانين ببرقية إلى مجلس الأمن يطلب فيها انعقاد المجلس بصفة عاجلة لبحث العدوان الجديد وعدم تنفيذ بريطانيا وفرنسا وإسرائيل قرار وقف إطلاق النار. أشار السوفييت خلال انعقاد المجلس في نفس اليوم إلى أنه إزاء عجز الجمعية العامة عن عمل أي شيء فإن على كل أعضاء الأمم المتحدة وخاصة الولايات المتحدة والاتحاد السوفييتي بصفتهما عضوين دائمين في مجلس الأمن تقديم العون العسكري لمصر في حال إصرار الدول الثلاث على تحدي القرارات المتخذة وعدم تنفيذها في الأوقات المحددة. وأُرسلت الإنذارات السوفييتية إلى الدول الثلاث، وكذلك أُرسلت رسالة سوفييتية إلى الولايات المتحدة تقترح التدخل العسكري المشترك، فازدادت المخاوف العالمية من التهديدات السوفييتية، وعند التصويت على الطلب السوفييتي رفض لعدم حصوله على أغلبية الأصوات، وكذلك رفضت كل من بريطانيا وفرنسا التهديدات السوفييتية واستمرتا في أعمالهما العسكرية.:255:257

#### الموقف الأمريكي
رغم الاعتراضات الأمريكية على نهج السياسة المصرية إلا أن الولايات المتحدة لم تكن تؤيد العمل العسكري ضد مصر، ورأت أن من الأنسب استخدام الضغوطات الاقتصادية وفرض العقوبات. وعقب إعلان الإنذار الأنجلو-فرنسي لمصر وإسرائيل بعث أيزنهاور رسالتين حادتي اللهجة إلى رئيسي الوزراء البريطاني والفرنسي، وكذلك بعث برسالة إلى إسرائيل ينهرها ويهددها بموقف مضاد في الأمم المتحدة. وصدر قرار 2 نوفمبر عن الأمم المتحدة بمساعٍ أمريكية. وصرح أيزنهاور بأن واشنطن عارضت منذ البداية اللجوء لاستخدام القوة وأنها لم تُستشر من قبل المعتدين وستسعى لإنهاء الصراع بالطرق السلمية.:274:276

#### موقف دول أخرى
كانت الصين من الدول السباقة إلى إدانة العدوان فأعلنت في 31 أكتوبر «أن مصر لن تقاوم العدوان وحدها، ولكن ستقف معها كافة الشعوب المحبة للسلام في أفريقيا وآسيا»، وفي 4 نوفمبر طالبت الصين في إنذار جديد بوقف جميع العمليات العسكرية وانسحاب المعتدين، وقدمت كذلك هدية من شعب الصين لمساعدة مصر تمثلت في مبلغ عشرين مليون فرنك سويسري. وفي الهند أعلنت الحكومة في 31 أكتوبر أنها تعتبر العدوان الإسرائيلي والإنذار المشترك خرقاً صارخاً لميثاق الأمم المتحدة، وقد يؤدي إلى حرب واسعة النطاق مالم يتداركه العقلاء، وللضغط على الحكومة البريطانية أبلغ نهرو الحكومة البريطانية أن الهند ستجد نفسها مضطرة إلى الانسحاب من الكومنولث البريطاني. حتى الدول الموالية للغرب نددت بالعدوان فأعلن حسين سهروردي في 3 نوفمبر «أن العدوان تهديد للعالم الإسلامي أجمع، وأن الشعور في باكستان توتر بعد العدوان على مصر».:218:220

#### الموقف الداخلي البريطاني
أوجدت صدمة الحرب أثراً بالغاً في الداخل البريطاني، وهوجمت الحكومة في مجلس العموم من قبل المعارضة بشكل لم تشهده من قبل، وتعالت أصوات الاستهجان التي استنكرت الهجوم على شعب أعزل، وامتعضت من المرارة التي ستخلفها الحرب، وأعلن أنتوني نوتينغ «وزير الدولة للشؤون الخارجية» استقالته، وأصبح رئيس الوزراء البريطاني محاصراً بين الرفض الدولي والرفض الداخلي لقرار الحرب، وواجهت بريطانيا أزمة مالية خانقة نظرًا لتدهور قيمة الجنيه الاسترليني وانخفاض احتياطي الذهب.:221:222:432:433

### وقف إطلاق النار
تحت الضغوط السوفييتية والأمريكية والكندية وحتى في الداخل البريطاني، ومع تماسك الجبهة الداخلية المصرية وصمودها أمام العدوان وتضامن الشعوب العربية معها، ونجاح مصر في اكتساب تعاطف الرأي العالمي وإدانة العدوان، بالإضافة إلى الأزمة الاقتصادية التي ألمت ببريطانيا نتيجة الحرب، وتلميح الولايات المتحدة برفض مساعدتها اقتصاديًا مع إصرارها على موقفها، وتأكد الحكومتين البريطانية والفرنسية من الخسائر التي ستتعرضان لها في حال استمرتا في تنفيذ خطتهما، رضختا لقرار وقف إطلاق النار اعتبارًا من ليلة 6 نوفمبر ويوم 7 نوفمبر، إلا أن القتال استمر في بورسعيد ولم يتوقف فعلياً إلا مساء يوم 8 نوفمبر بعد تدخل الأمين العام للأمم المتحدة.:257:262:73:76

### تشكيل قوة الطوارئ الدولية
شكل الأمين العام للأمم المتحدة لجنة غير رسمية لتعاونه في إعداد تقرير تفصيلي حول إنشاء القوة الدولية تمثلت في ليستر بيرسون، وهانز إنجن، وآرثر لال وانتهت إلى التقرير الذي قدم إلى الجمعية العامة يوم 6 نوفمبر ووافقت عليه الجمعية في 7 نوفمبر بأغلبية 64 صوتًا بدون معارضة، وتقررت بذلك المبادئ الأساسية في عمل القوة وهي:
1. أن هذه القوة لن تستخدم كقوة عسكرية للضغط على مصر.
2. أنها تدخل مصر بموافقة الحكومة المصرية وحدها.
3. ليست للقوة أية أغراض أو مهام عسكرية.

ومنح الأمين العام سلطات إصدار التعليمات والأوامر الضرورية للعمل الفعال للقوة، وذلك بعد التشاور مع اللجنة الاستشارية.:267:270

### انتهاء العدوان
دخل الجنرال بيرنز بورسعيد في 25 نوفمبر 1956 وأعلن أنه سيعمل مع القوات الدولية على المحافظة على النظام في بورسعيد بالتعاون مع السلطات المصرية.:303 وفي 19 ديسمبر 1956 أنزل العلم البريطاني من فوق مبنى هيئة قناة السويس ببورسعيد والذي كانت قوات العدوان تتخذه مقراً للقيادة، وفي 22 ديسمبر 1956 غادر آخر جندي من القوات البريطانية والفرنسية الأراضي المصرية، وفي 23 ديسمبر 1956 تسلمت السلطات المصرية مدينة بورسعيد، وهو التاريخ الذي اتخذته المدينة عيدًا قوميًا لها «عيد النصر».:51 أعقب ذلك بدء انسحاب القوات الإسرائيلية من سيناء وقطاع غزة في 6 مارس 1957.:89 لتعود القوات الإسرائيلية إلى حدودها في 16 مارس 1957.:151

## النتائج

### تسوية مسألة القناة
خاضت الحكومة المصرية مفاوضات مع شركة قناة السويس الفرنسية بوساطة البنك الدولي كان أولها في روما في فبراير 1958 لتعويض المساهمين في شركة القناة. تعذر في البداية التوصل لاتفاق، وخاض الطرفان جولة ثانية في القاهرة بناءً على دعوة من جمال عبد الناصر في مايو 1958 هدأت خلالها الأجواء المتوترة، ولكن بقي الخلاف كما هو، وفي 13 يوليو 1958 اتفق الطرفان في جنيف على أن تتنازل الحكومة المصرية عن أسلوب التعويض حسب قيمة الأسهم بسعر الإقفال السابق على تاريخ العمل بقانون التأميم في بورصة باريس، وقبول مبدأ التعويض الجزافي بمبلغ 28,300,000 جنيه مصري، تسددها مصر بالدولار الأمريكي، على أن يقسم المبلغ على أربعة أقساط ويخصم منه ما حصلته الشركة القديمة لقناة السويس من رسوم المرور منذ تاريخ التأميم حتى وقوع العدوان على مصر، وأن تتنازل الحكومة المصرية عن ممتلكات الشركة خارج مصر، وتتعهد بتحمل جميع ديون الشركة في مصر ومعاشات الموظفين المقيمين في مصر، وتتعهد شركة قناة السويس الفرنسية أن تدفع الديون التي تمت خارج مصر، وأن تتحمل معاشات الموظفين المقيمين خارج مصر، وأن تتنازل عن مطالبة الحكومة المصرية بالمكاسب التي كان ينتظر أن تجنيها في الإثني عشر سنة الباقية على مدة الامتياز. وجرى التصالح بإعادة العلاقات الدبلوماسية بين مصر وفرنسا. أما المفاوضات المصرية البريطانية فقد انتهت بإبرام اتفاقية في القاهرة في 28 فبراير 1959، وعادت العلاقات الدبلوماسية بين مصر وبريطانيا في 1 ديسمبر 1959.

### مصر
مع فداحة الخسائر المصرية في الأرواح والممتلكات نتيجة العدوان، إلا أن مصر خرجت من المحنة أكثر تماسكًا خاصةً في ظل التضامن العربي والدولي مع موقفها، فضلاً عن تألق نجم عبد الناصر على مستوى السياسة الدولية بوقوفه في وجه الدول المعتدية. وتمثلت المكاسب في انفراد مصر بملكية قناة السويس وحق إدارتها بلا منازع، وإلغاء معاهدة الصداقة والتحالف بينها وبين بريطانيا وما تبع ذلك من استيلاء مصر على القاعدة البريطانية العسكرية في منطقة قناة السويس بكل ما تحويه من أسلحة وذخائر وعتاد،:93 كذلك تقرر فرض الحراسة على أموال ومؤسسات وشركات وممتلكات الإنجليز والفرنسيين المقيمين في مصر، والتي قدرت قيمتها وقتها بـ30 مليون جنيه مصري.

### الأطراف المعتدية
فقدت بريطانيا مكانتها في المنطقة وممتلكاتها وقاعدتها في مصر، وانتهى الأمر بأنتوني إيدن إلى الاعتكاف ثم الاستقالة من منصب رئيس الوزراء. خسرت كذلك فرنسا أموالها وممتلكاتها في مصر وفقدت نفوذها السياسي والثقافي في المنطقة، أما إسرائيل فظهرت كدولة إمّعة بيد الغرب لكنها حافظت على تأمين مرور سفنها بخليج العقبة وقناة السويس.:394:395:9:10

### انعكاسات الحرب على التوازن الدولي
حسمت حرب السويس ما أسفرت عنه الحرب العالمية الثانية من نتائج، وأرست دعائم النظام الذي برز في أعقاب الحرب، فأفل نجم بريطانيا وفرنسا كقوى استعمارية تقليدية بنمطها الذي مارستاه على مدار عقود، وفقدتا تباعًا قواعدهما ودورهما كقوى عظمى بالشرق الأوسط، وحلت محلها الولايات المتحدة كلاعب منفرد على الساحة الدولية بدور حارس المصالح الغربية بالشرق الأوسط، فقبلت باستقلال دول المنطقة وبحيادٍ نسبي لكن مع إصرارها على ربطها بعجلة الغرب.:411:415

## حفظ تاريخ الحرب
تخليدًا لذكرى الحرب اتخذت مصر من يوم 23 ديسمبر الذي تسلمت فيه القوات المصرية بورسعيد عيداً للنصر، واتخذته محافظة بورسعيد عيدًا قوميًا لها. أنشئ متحف بورسعيد الحربي سنة 1964 على مساحة سبعة آلاف مᒾ لتخليد ذكرى العدوان.
تحتفظ إسرائيل ببعض مخلفات القطع الحربية في متاحفها العسكرية ومنها متحف تاريخ قوات الدفاع الإسرائيلية في تل أبيب أو متحف باتي هاؤوسيف (بالإنجليزية: Batey ha-Osef Museum)، ومتحف القوات الجوية الإسرائيلية في حتسريم (تأسس عام 1977 وافتتح للعامة عام 1991)، ومتحف ياد لا شيريون في اللطرون (بالإنجليزية: Yad La-Shiryon Museum). وتحيي ذكرى القتلى من جنودها في حملة سيناء أو حرب السويس في مراسم سنوية.

## الحرب في الإعلام

### مصر
تعرضت السينما المصرية لمعارك العدوان الثلاثي بشكل مباشر -خاصةً التي دارت في منطقة القناة- مع القوات الأنجلو-فرنسية وكذلك أحداث تأميم القناة وأبرز تصريحات الرئيس جمال عبد الناصر بمجموعةٍ من الأفلام رصدت الانتصار السياسي لمصر خلال أزمة السويس، وتُعرض تلك الأعمال على شاشات التليفزيون المصري خلال ذكرى عيد النصر، أو ذكرى ميلاد الرئيس جمال عبد الناصر أو وفاته، وتتمثل تلك الأفلام في كل من: بورسعيد إنتاج عام 1957، تأليف وإخراج عز الدين ذو الفقار، عمالقة البحار إنتاج عام 1960، تأليف محمد مصطفى سامي وإخراج السيد بدير، ناصر 56 إنتاج عام 1996، تأليف محفوظ عبد الرحمن وإخراج محمد فاضل (مخرج). كذلك كان العدوان في خلفية أحداث بعض الأفلام الأخرى مثل «غدًا يوم آخر» إنتاج عام 1961، تأليف حسن توفيق وإخراج ألبير نجيب،«لاتطفئ الشمس» إنتاج عام 1961، تأليف إحسان عبد القدوس وإخراج صلاح أبو سيف، «من أحب» إنتاج عام 1966، تأليف صبري العسكري وإخراج ماجدة، «ليلة القبض على فاطمة» إنتاج عام 1984، تأليف سكينة فؤاد وإخراج هنري بركات، «سجين أبو زعبل» إنتاج عام 1957، تأليف محمود المليجي وإخراج نيازي مصطفى، «حكايات الغريب» إنتاج عام 1992، تأليف جمال الغيطاني وإخراج إنعام محمد علي، ««أحلام صغيرة»» إنتاج عام 1993، تأليف وإخراج خالد الحجر.:الفصل التاسع

### الإعلام الغربي
تناول الإعلام الغربي الحرب في عدد قليل نسبيًا من الأفلام أغلبها أفلام تليفزيونية مثل Suez 1956 إنتاج عام 1979، وإخراج مايكل دارلو، وSuez: A Very British Crisis، إنتاج عام 2006، وإخراج لويز هوبر.

## ملحق الشخصيات الرئيسية

### الدول المتحاربة
| الاسم           | المنصب                           |
| --------------- | -------------------------------- |
| جمال عبد الناصر | رئيس الجمهورية ورئيس الوزراء     |
| محمود فوزي      | وزير الخارجية                    |
| عبد الحكيم عامر | وزير الحربية والقائد العام للجيش |
| محمد إبراهيم    | رئيس الأركان                     |

| الاسم                                      | المنصب        |
| ------------------------------------------ | ------------- |
| أنطوني إيدن (بالإنجليزية: Anthony Eden)    | رئيس الوزراء  |
| سلوين لويد (بالإنجليزية: Selwyn Lloyd)     | وزير الخارجية |
| أنتوني هيد (بالإنجليزية: Anthony Head)     | وزير الدفاع   |
| جيرالد تمبلر (بالإنجليزية: Gerald Templer) | رئيس الأركان  |

| الاسم                                                       | المنصب        |
| ----------------------------------------------------------- | ------------- |
| جي موليه (بالإنجليزية: Guy Mollet)                          | رئيس الوزراء  |
| كريستيان بينو (بالإنجليزية: Christian Pineau)               | وزير الخارجية |
| موريس بورجيس مونوري (بالإنجليزية: Maurice Bourges-Maunoury) | وزير الدفاع   |
| بول إيلي (بالإنجليزية: Paul Ely)                            | رئيس الأركان  |

| الاسم                                           | المنصب                    |
| ----------------------------------------------- | ------------------------- |
| دافيد بن غوريون (بالإنجليزية: David Ben-Gurion) | رئيس الوزراء ووزير الدفاع |
| جولدا مائير (بالإنجليزية: Golda Meir)           | وزيرة الخارجية            |
| شيمون بيريز (بالإنجليزية: Shimon Peres)         | مدير عام وزارة الدفاع     |
| موشيه دايان (بالإنجليزية: Moshe Dayan)          | رئيس الأركان              |

### قيادات أخرى
| الاسم                                              | المنصب        |
| -------------------------------------------------- | ------------- |
| دوايت أيزنهاور (بالإنجليزية: Dwight D. Eisenhower) | الرئيس        |
| ريتشارد نيكسون (بالإنجليزية: Richard Nixon)        | نائب الرئيس   |
| جون دالاس (بالإنجليزية: John Dulles)               | وزير الخارجية |

| الاسم                                            | المنصب        |
| ------------------------------------------------ | ------------- |
| نيكيتا خروتشوف (بالإنجليزية: Nikita Khrushchev)  | الرئيس        |
| نيكولاي بولكانين (بالإنجليزية: Nikolai Bulganin) | رئيس الوزراء  |
| ديمتري شبيلوف (بالإنجليزية: Dmitri Shepilov)     | وزير الخارجية |

| الاسم                                            | المنصب                                   |
| ------------------------------------------------ | ---------------------------------------- |
| لويس سان لوران (بالإنجليزية: Louis St. Laurent)  | رئيس وزراء كندا                          |
| ليستر بيرسون (بالإنجليزية: Lester Pearson)       | وزير خارجية كندا                         |
| تومي بيرنز (بالإنجليزية: E. L. M. "Tommy" Burns) | قائد قوات الطوارئ الدولية (كندي الجنسية) |

| الاسم                                          | المنصب              |
| ---------------------------------------------- | ------------------- |
| جواهر لال نهرو (بالإنجليزية: Jawaharlal Nehru) | رئيس وزراء الهند    |
| روبرت منزيس (بالإنجليزية: Robert Menzies)      | رئيس وزراء أستراليا |
| يوجين بلاك (بالإنجليزية: Eugene Black)         | مدير البنك الدولي   |

#### أبرز شخصيات الأمم المتحدة
| الاسم  | عمر لطفي                                    | بيرسون ديكسون (بالإنجليزية: Pierson Dixon) | بيرنارد كورنو جنتيل (بالإنجليزية: Bernard Cornut-Gentille) | أبا إيبان (بالإنجليزية: Abba Eban)                         | هنري كابوت لودج الابن (بالإنجليزية: Henry Cabot Lodge Jr.) | أركادي سوبولوف (بالإنجليزية: Arkady Sobolev) |
| المنصب | مندوب مصر                                   | مندوب بريطانيا                             | مندوب فرنسا                                                | مندوب إسرائيل                                              | مندوب الولايات المتحدة                                     | مندوب الاتحاد السوفيتي                       |
| الاسم  | داغ همرشولد (بالإنجليزية: Dag Hammarskjöld) | هانز إنجن (بالإنجليزية: Hans Engen)        | آرثر لال (بالإنجليزية: Arthur Lall)                        | روبرت ألكسندر ماكاي (بالإنجليزية: Robert Alexander Mackay) | جوزيه بريليج (بالإنجليزية: Jože Brilej)                    | رفيق عشا                                     |
| المنصب | الأمين العام للأمم المتحدة                  | مندوب النرويج                              | مندوب الهند                                                | مندوب كندا                                                 | مندوب يوغوسلافيا                                           | مندوب سوريا                                  |

#### قادة ودبلوماسيون آخرون
| الاسم  | ماو تسي تونغ (بالإنجليزية: Mao Zedong)          | شكري القوتلي                                 | سعود بن عبد العزيز                           | فيصل بن عبد العزيز                       | كريشنا منون (بالإنجليزية: Krishna Menon)          | كوكا بوبوفيتش (بالإنجليزية: Koča Popović) |
| المنصب | رئيس الصين                                      | رئيس سوريا                                   | ملك السعودية                                 | وزير خارجية السعودية                     | وزير خارجية الهند                                 | وزير خارجية يوغوسلافيا                    |
| الاسم  | هارولد ماكميلان (بالإنجليزية: Harold Macmillan) | والتر مونكتون (بالإنجليزية: Walter Monckton) | أنتوني نوتينغ (بالإنجليزية: Anthony Nutting) | باتريك دين (بالإنجليزية: Patrick Dean)   | إيفون كيركباتريك (بالإنجليزية: Ivone Kirkpatrick) | دونالد لوجان (بالإنجليزية: Donald Logan)  |
| المنصب | وزير الخزانة ونائب رئيس الوزراء البريطاني       | وزير الدفاع البريطاني السابق لأنتوني هيد     | وزير الدولة للشؤون الخارجية البريطاني        | الوكيل الدائم لوزارة الخارجية البريطانية | الوكيل الدائم لوزارة الخارجية البريطانية          | سكرتير وزير الخارجية البريطانية           |

#### السفراء
| الاسم  | وينثروب دبليو ألدريتش (بالإنجليزية: Winthrop W. Aldrich) | سي دوغلاس ديلون (بالإنجليزية: C. Douglas Dillon)          | إدوارد بي لوسون (بالإنجليزية: Edward B. Lawson)        | ريمون ايه هير (بالإنجليزية: Raymond A. Hare)                          | جاكوب تسور (بالإنجليزية: Jacob Tsur) | إلياهو إيلات (بالإنجليزية: Eliahu Eilat) |
| المنصب | السفير الأمريكي في بريطانيا                              | السفير الأمريكي في فرنسا                                  | السفير الأمريكي في إسرائيل                             | السفير الأمريكي في مصر                                                | السفير الإسرائيلي في فرنسا           | السفير الإسرائيلي في بريطانيا |
| الاسم  | روجر ماكينز (بالإنجليزية: Roger Makins)                  | غلادوين جيب (بالإنجليزية: Gladwyn Jebb)                   | جون والتر نيكولز (بالإنجليزية: John Walter Nicholls)   | همفري تريفيليان (بالإنجليزية: Humphrey Trevelyan)                     | سامى أبو الفتوح                      | أحمد حسين |
| المنصب | السفير البريطاني في الولايات المتحدة                     | السفير البريطاني في فرنسا                                 | السفير البريطاني في إسرائيل                            | السفير البريطاني في مصر                                               | السفير المصري في بريطانيا            | السفير المصري بالولايات المتحدة |
| الاسم  | هيرفيه ألفاند (بالإنجليزية: Hervé Alphand)               | شوفالييه جان تشوفيل (بالإنجليزية: Chevalier Jean Chauvel) | بيير-يوجين جيلبرت (بالإنجليزية: Pierre-Eugène Gilbert) | أرمان دو بلانكيه دو شايلا (بالإنجليزية: Armand de Blanquet du Chayla) | كمال عبد النبي                       | ملاحظات: السفير الإسرائيلي بالولايات المتحدة هو نفسه مندوب إسرائيل بالأمم المتحدة "أبا إيبان"، ولم يكن هناك تمثيل دبلوماسي لإسرائيل في مصر، والعكس صحيح. |
| المنصب | السفير الفرنسي في الولايات المتحدة                       | السفير الفرنسي في بريطانيا                                | السفير الفرنسي في إسرائيل                              | السفير الفرنسي في مصر                                                 | السفير المصري في فرنسا               | ملاحظات: السفير الإسرائيلي بالولايات المتحدة هو نفسه مندوب إسرائيل بالأمم المتحدة "أبا إيبان"، ولم يكن هناك تمثيل دبلوماسي لإسرائيل في مصر، والعكس صحيح. |

#### رؤساء أجهزة الاستخبارات
| الاسم  | علي صبري          | ديك وايت (بالإنجليزية: Dick White) | بيير بورسيكوت (بالإنجليزية: Pierre Boursicot) | إيسر هاريل (بالإنجليزية: Isser Harel) | ألين دالاس (بالإنجليزية: Allen Dulles) | إيفان سيروف (بالإنجليزية: Ivan Serov) |
| المنصب | المخابرات المصرية | المخابرات البريطانية               | المخابرات الفرنسية                            | المخابرات الإسرائيلية                 | المخابرات الأمريكية                    | المخابرات السوفيتية                   |

### أبرز القيادات العسكرية الأنجلو-فرنسية
| الاسم  | لويس مونتباتن (بالإنجليزية: Louis Mountbatten) | تشارلز كيتليى (بالإنجليزية: Charles Keightley)           | بيير بارجو (بالإنجليزية: Pierre Barjot)   | أندريه بوفر (بالإنجليزية: André Beaufre)               | بيير لانسلوت (بالإنجليزية: Pierre Lancelot)            | ريمو بروهون (بالإنجليزية: Raymond Brohon) |
| المنصب | قائد البحرية الملكية البريطانية                | القائد العام للقوات المشتركة (بريطاني)                   | نائب القائد العام للقوات المشتركة (فرنسي) | نائب القائد العام للقوات البرية (فرنسي)                | نائب القائد العام للقوات البحرية (فرنسي)               | نائب القائد العام للقوات الجوية (فرنسي)   |
| الاسم  | هيو ستوكويل (بالإنجليزية: Hugh Stockwell)      | روبن دورنفورد سلاتر (بالإنجليزية: Robin Durnford-Slater) | دينيس بارنيت (بالإنجليزية: Denis Barnett) | ديريك هولاند مارتن (بالإنجليزية: Deric Holland-Martin) | مانلي لورانس باور (بالإنجليزية: Manley Laurence Power) | جاك ماسو (بالإنجليزية: Jacques Massu)     |
| المنصب | قائد القوات البرية (بريطاني)                   | قائد القوات البحرية (بريطاني)                            | قائد القوات الجوية (بريطاني)              | قائد قوات الاقتحام (بريطاني)                           | قائد حاملات الطائرات (بريطاني)                         | قائد الفرقة العاشرة مظلات (فرنسي)         |

### أبرز القيادات العسكرية الإسرائيلية
| الاسم  | مائير عاميت (بالإنجليزية: Meir Amit)      | عساف سمحوني (بالإنجليزية: Asaf Simhoni)  | شمويل تانكوس (بالإنجليزية: Shmuel Tankus)   | دان تولوكوفسكي (بالإنجليزية: Dan Tolkowsky) | عوزي ناركيس (بالإنجليزية: Uzi Narkis)      | يهودا والاش (بالإنجليزية: Jehuda Wallach) |
| المنصب | مدير مجلس الأركان                         | قائد المنطقة الجنوبية:150                | قائد القوات البحرية                         | قائد القوات الجوية                          | رئيس الخطط والعمليات                       | قائد المجموعة 38 عمليات:56                |
| الاسم  | حاييم لاسكوف (بالإنجليزية: Haim Laskov)   | أرئيل شارون (بالإنجليزية: Ariel Sharon)  | إبراهام يوفيه (بالإنجليزية: Avraham Yoffe)  | حاييم بارليف (بالإنجليزية: Haim Bar-Lev)    | بنيامين جبلي (بالإنجليزية: Binyamin Gibli) | يوسف هرباز (بالإنجليزية: Joseph Harpaz)   |
| المنصب | قائد المجموعة 77 عمليات:222               | قائد اللواء 202 مظلات:146                | قائد اللواء 9 ميكانيكي:56                   | قائد اللواء 27 مدرع:222                     | قائد اللواء 1 مشاة:222                     | قائد اللواء 4 مشاة:186                    |
| الاسم  | دافيد إلعازار (بالإنجليزية: David Elazar) | أهارون دورون (بالإنجليزية: Aharon Doron) | شمويل غالينكا (بالإنجليزية: Shmuel Galinka) | أوري بن أري (بالإنجليزية: Uri Ben-Ari)      | شمويل جودير (بالإنجليزية: Shmuel Goder)    | يسرائيل طال (بالإنجليزية: Israel Tal)     |
| المنصب | قائد اللواء 12 مشاة:119:222               | قائد اللواء 11 مشاة:222                  | قائد اللواء 37 ميكانيكي:187                 | قائد اللواء 7 مدرع:111:186                  | قائد اللواء 10 مشاة:187:207                | قائد اللواء 10 مشاة:187:207               |

### أبرز شخصيات القيادة العسكرية والمقاومة المصرية
| الاسم  | علي علي عامر                      | صلاح الدين صادق الموجي                                            | محمود محمد السرساوي                                        | أنور عبد الوهاب القاضي                | سامي يس بولس                   | محمد سعد الدين متولي           |
| المنصب | قائد المنطقة المركزية الشرقية:172 | رئيس أركان المنطقة المركزية الشرقية (القائد العسكري لبورسعيد):127 | قائد الفرقة 2 مشاة (سيناء):153                             | قائد الفرقة 3 مشاة (سيناء):184        | قائد اللواء 6 مشاة (سيناء):184 | قائد اللواء 6 مشاة (سيناء):196 |
| الاسم  | مصطفى كمال الصياد                 | جلال الدين الدسوقي                                                | جول جمال                                                   | محمد رياض                             | السيد عسران                    | محمد مهران                     |
| المنصب | قائد مجموعات المقاومة في بورسعيد  | مقدم بحري قائد معركة البرلس البحرية                               | ملازم بحري سوري خريج الكلية البحرية المصرية وشارك في الحرب | محافظ بورسعيد والحاكم العسكري للمدينة | فدائي                          | فدائي                          |

## معرض

### صور

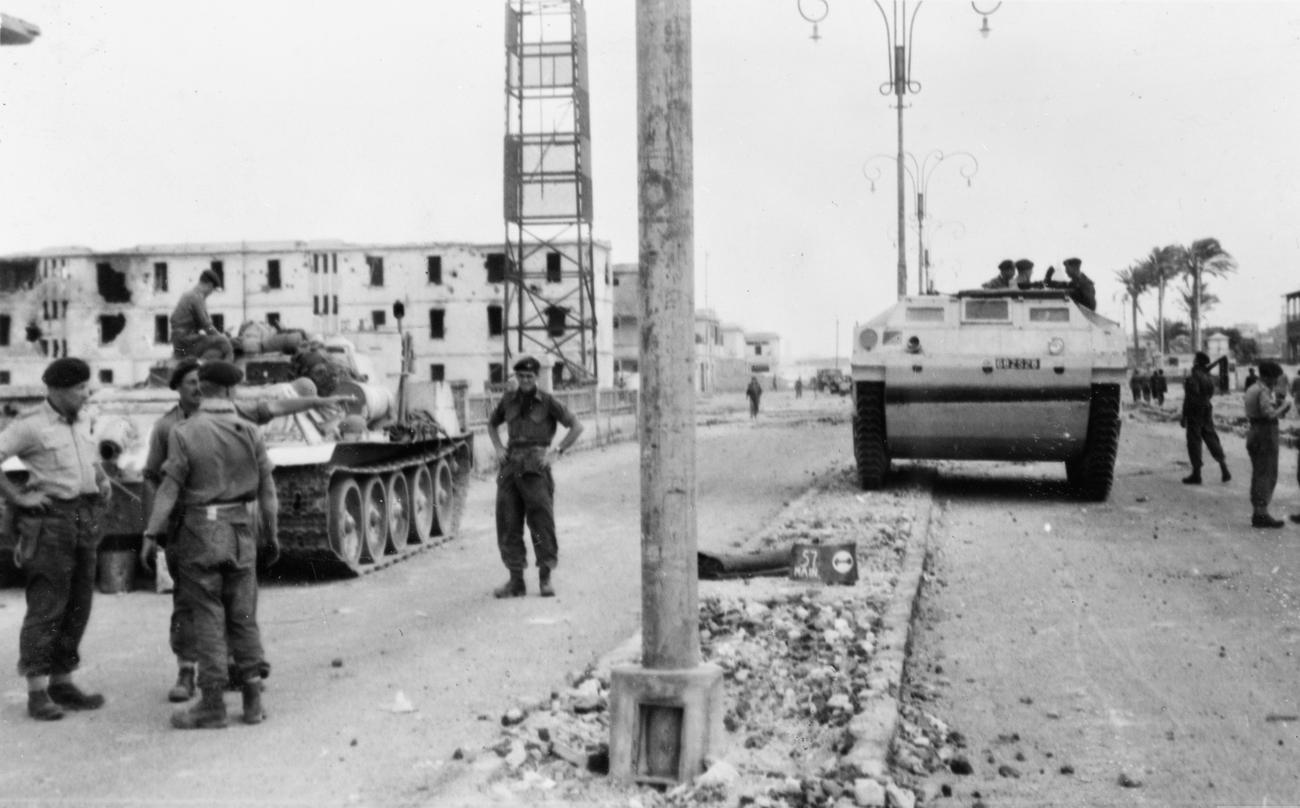
دبابات بريطانية في بورسعيد.
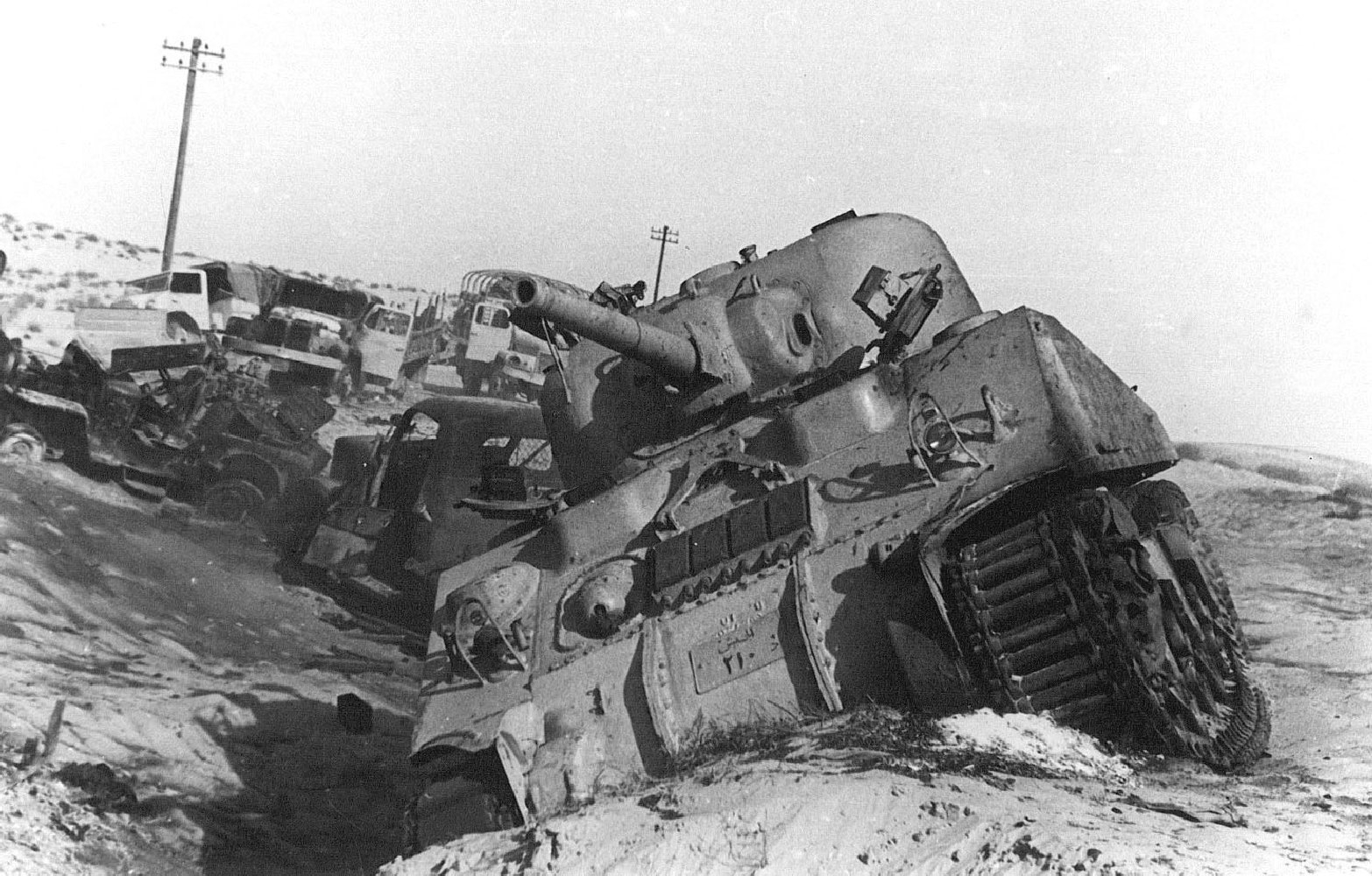
مركبات مصرية مدمرة في سيناء.
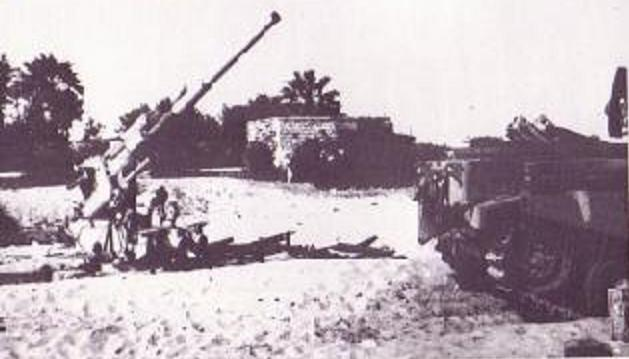
مدفع مصري مضاد للطائرات.
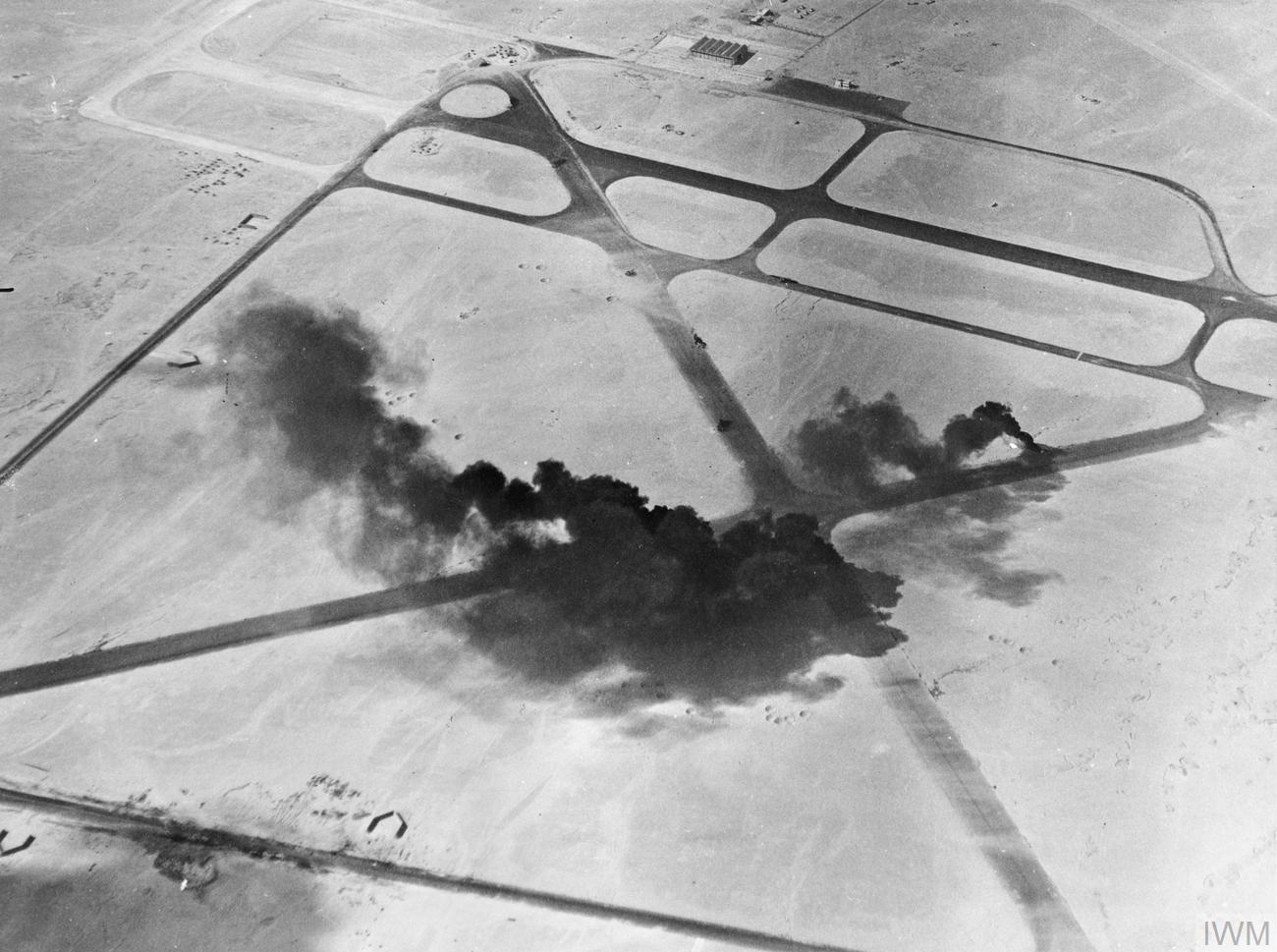
القصف الجوي على مطار أنشاص.
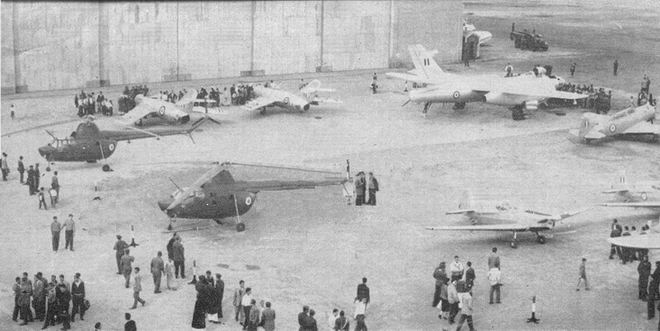
عرض لطائرات صفقة السلاح التشيكية بمطار ألماظة قبل الحرب.
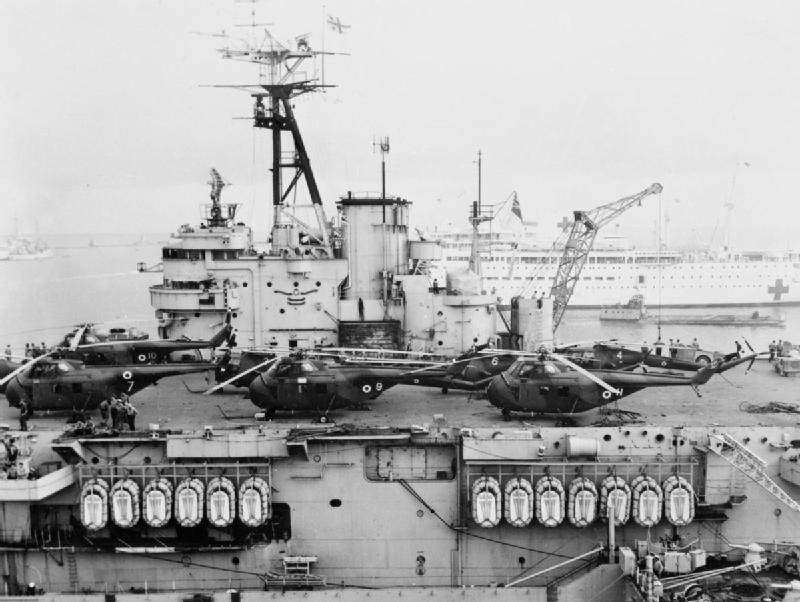
حاملة طائرات بريطانية.
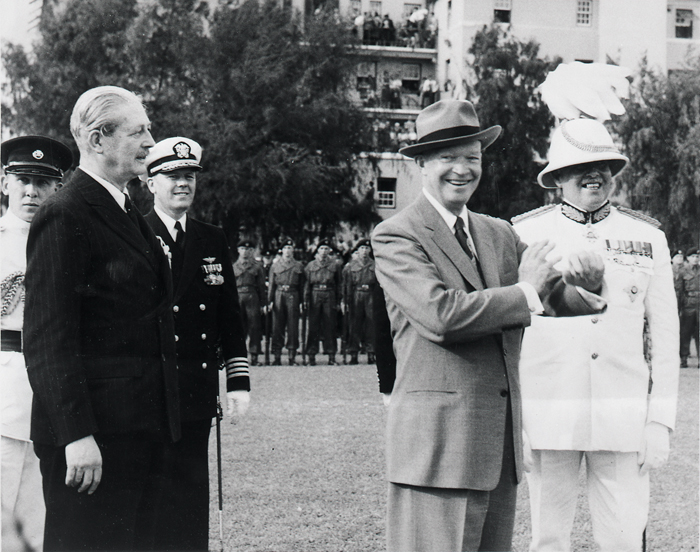
الرئيس الأمريكي أيزنهاور ورئيس الوزراء البريطاني ماكميلان (خليفة أنطوني إيدن) في محادثات لإصلاح العلاقات المتضررة بين البلدين بعد أزمة السويس.
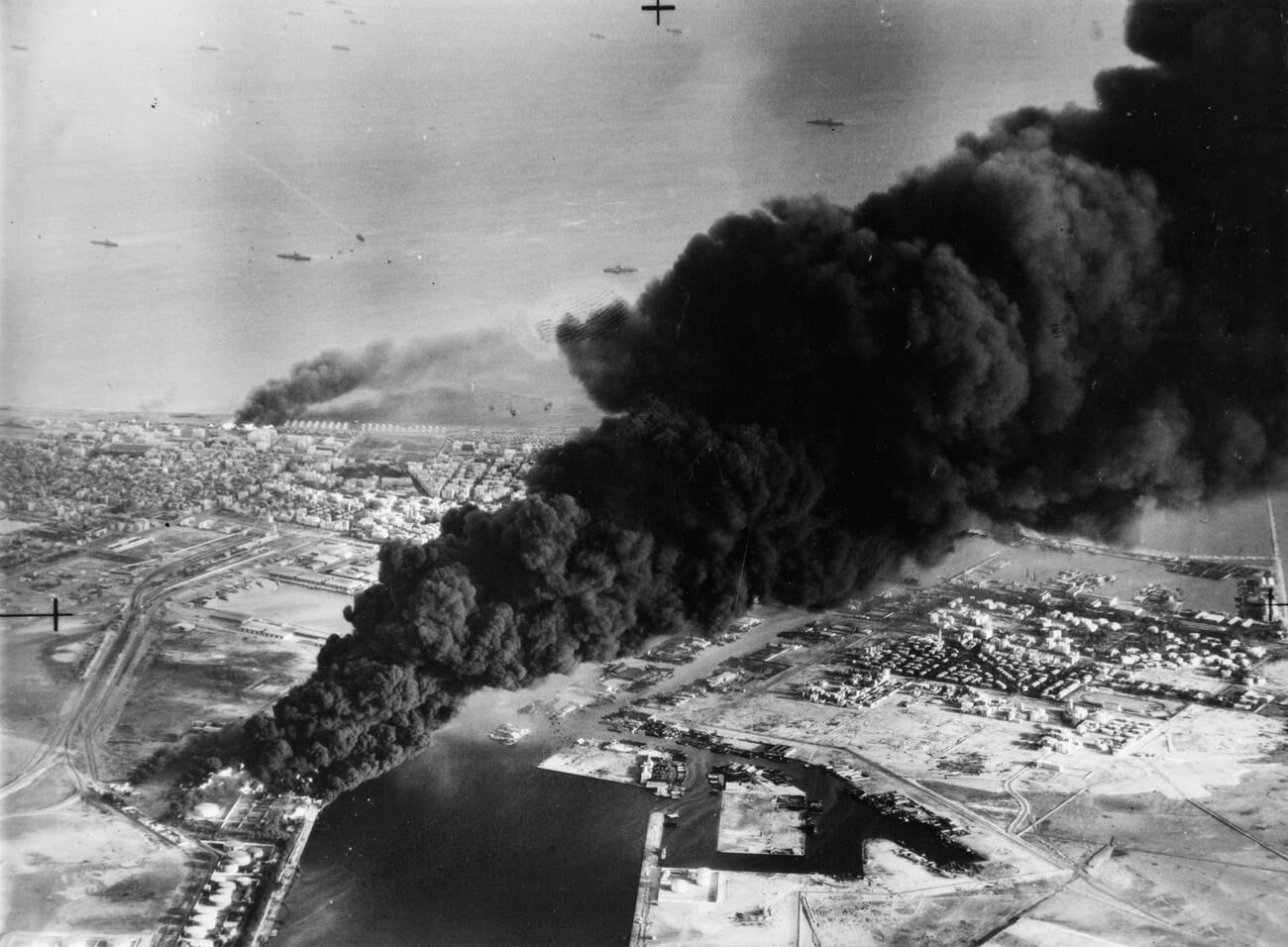
آثار القصف على خزانات النفط في بورسعيد.
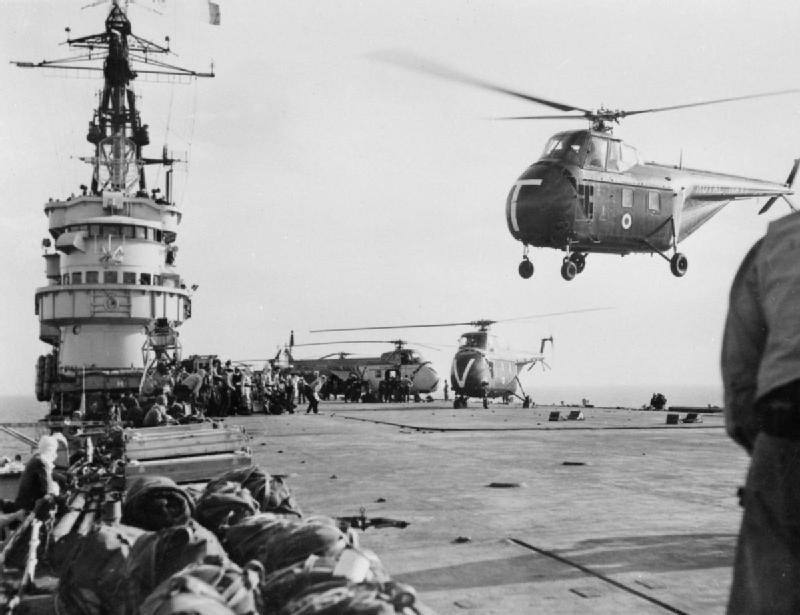
المروحيات البريطانية وهي تنقل الجنود إلى بورسعيد.
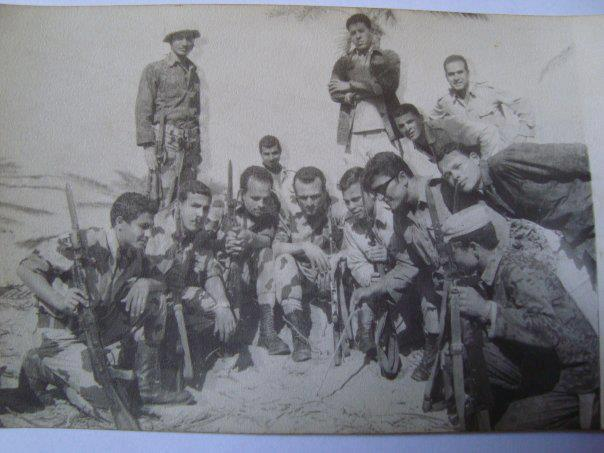
مقاتلون مصريون.
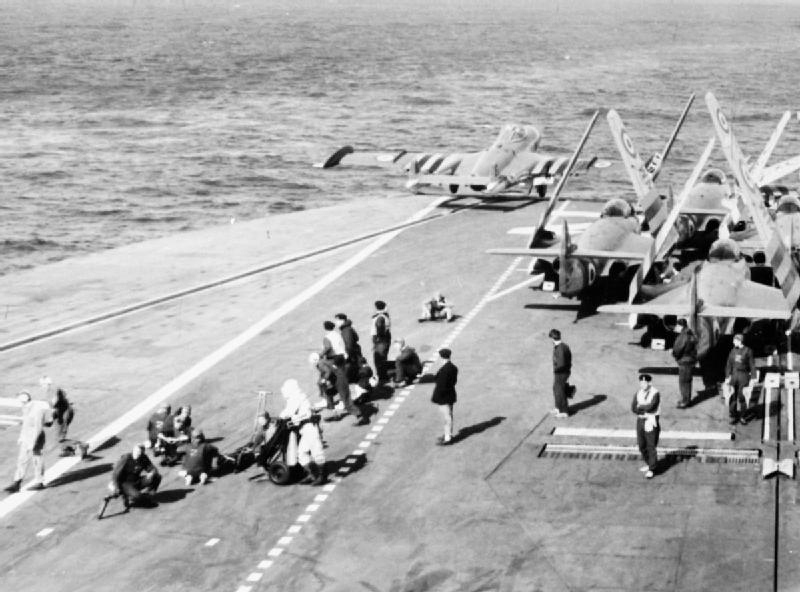
مقاتلات بريطانية تقلع من حاملات الطائرات لقصف أهداف في بورسعيد.
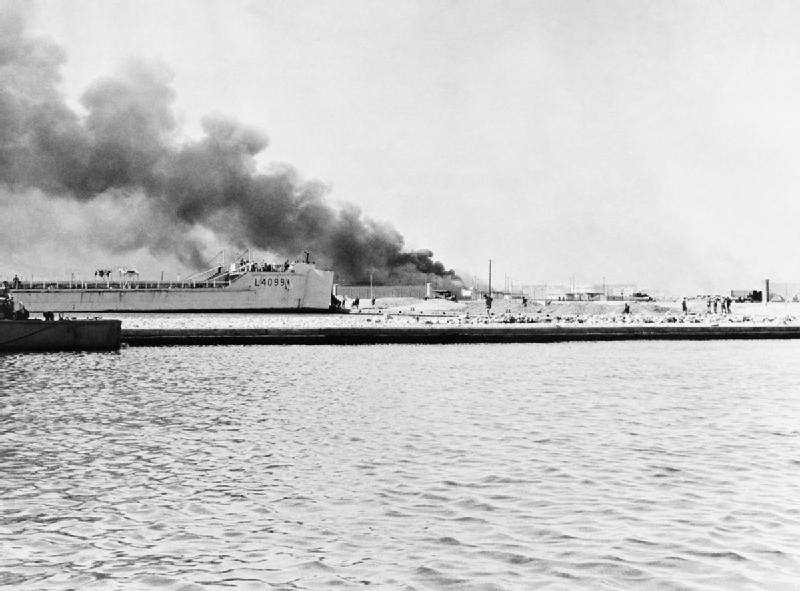
حاملة مركبات وجنود بريطانية تقوم بعملية إبرار على شاطئ ميناء الصيد في بورسعيد.
القوات الإسرائيلية خلال الانسحاب من سيناء.
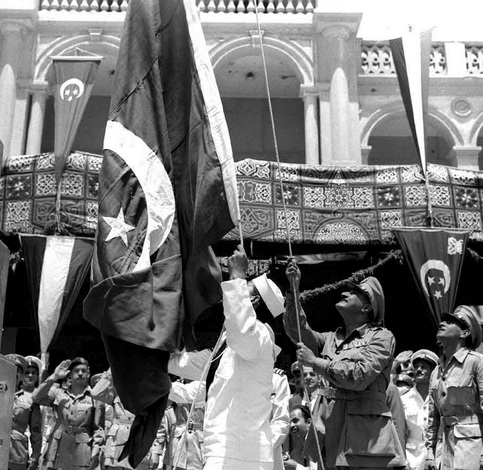
الرئيس جمال عبد الناصر يرفع العلم المصري فوق مقر البحرية ببورسعيد احتفالاً بانسحاب الجيش البريطاني من منطقة القناة قبل العدوان.
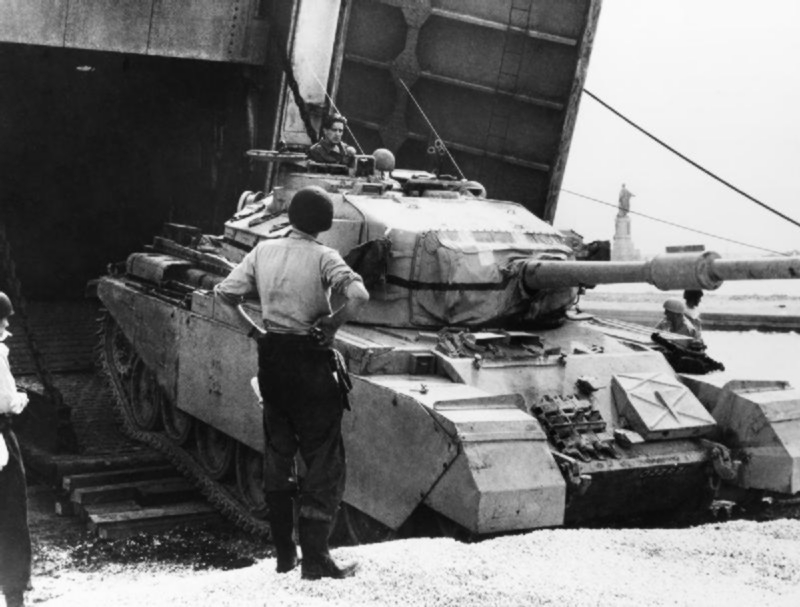
دبابة سنتوريون بريطانية خلال عملية الإنزال على شاطئ بورسعيد.
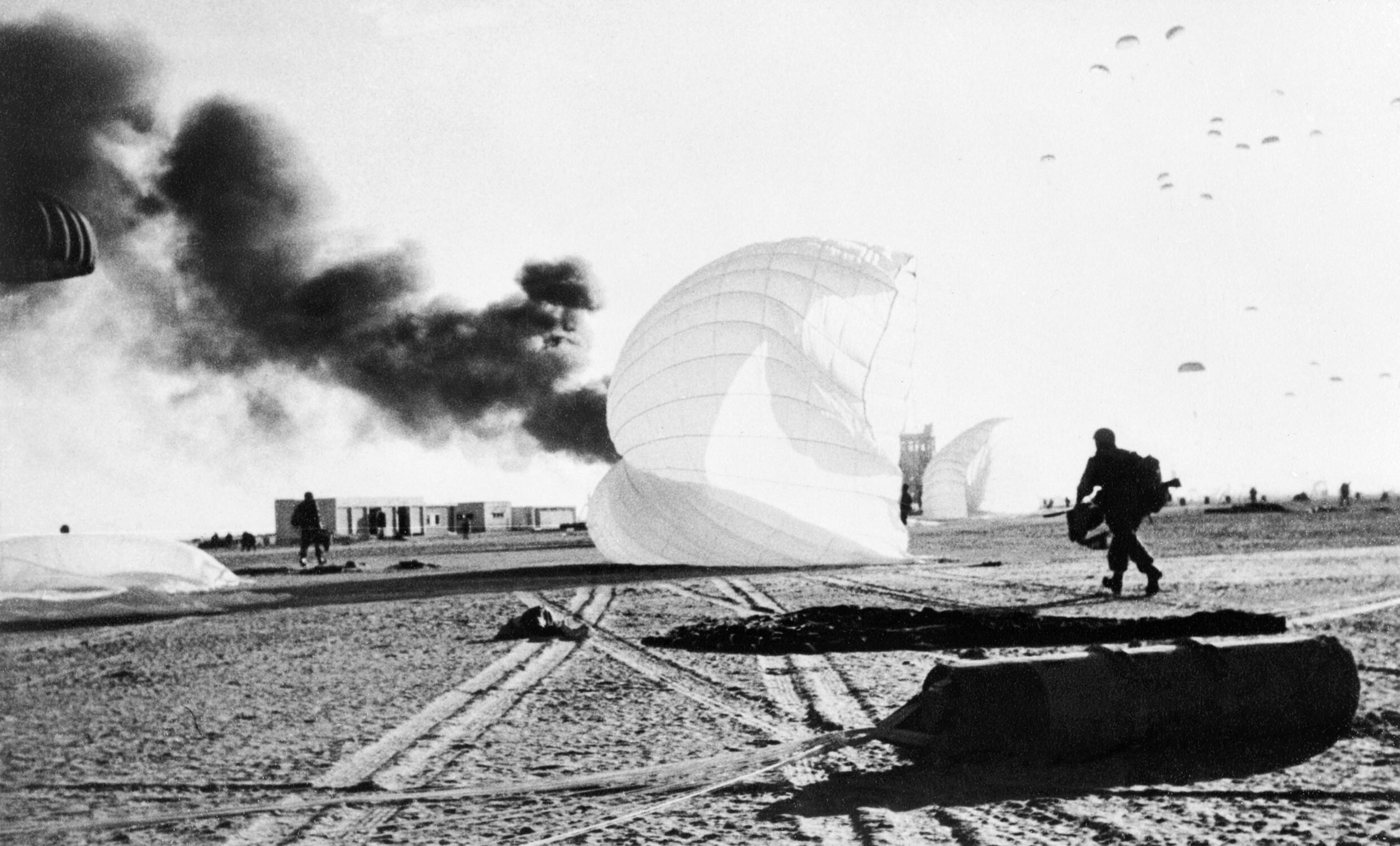
المظليون البريطانيون خلال إسقاطهم فوق مطار الجميل.
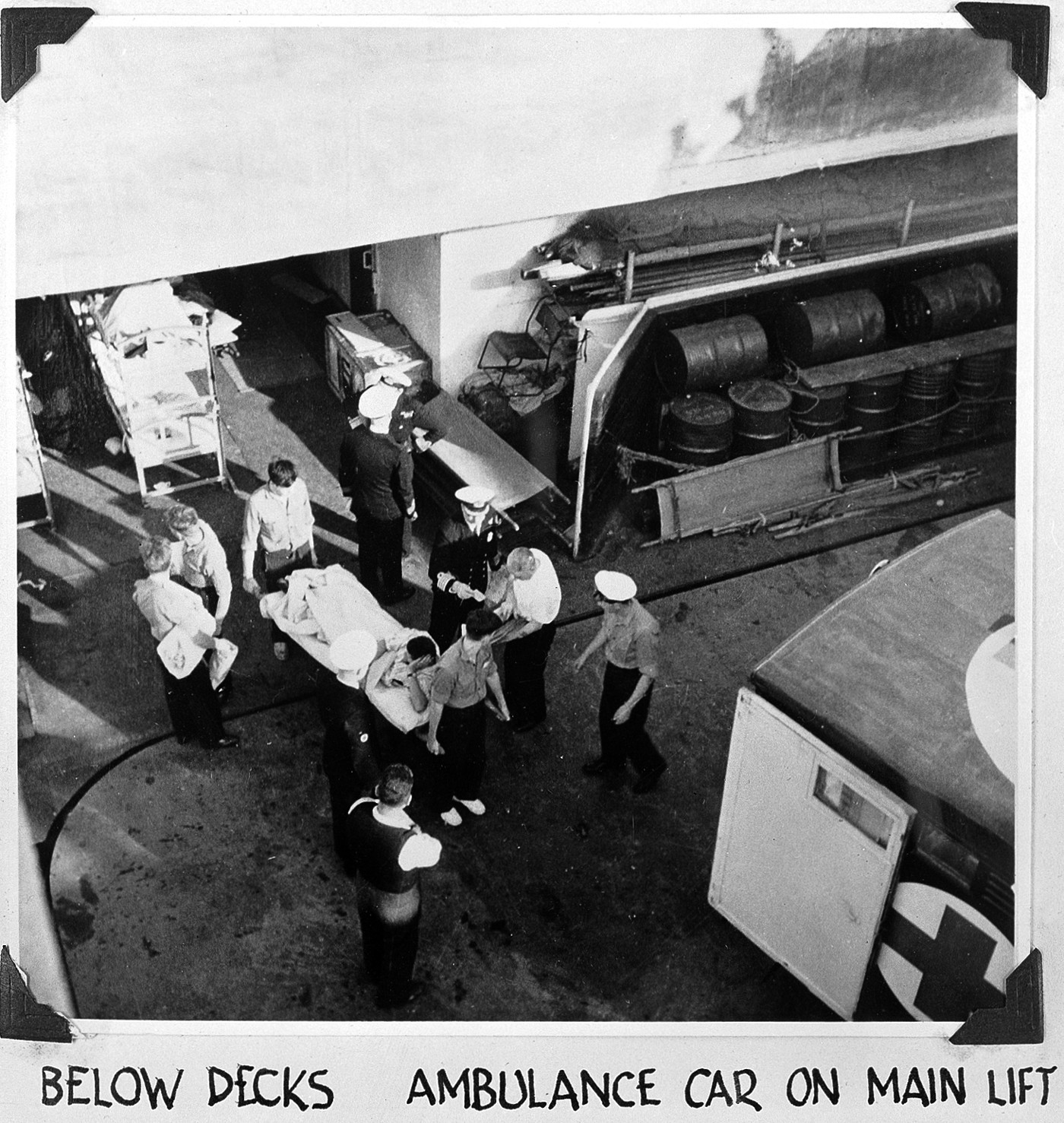
الإخلاء الطبي لجرحى القوات المعتدية.
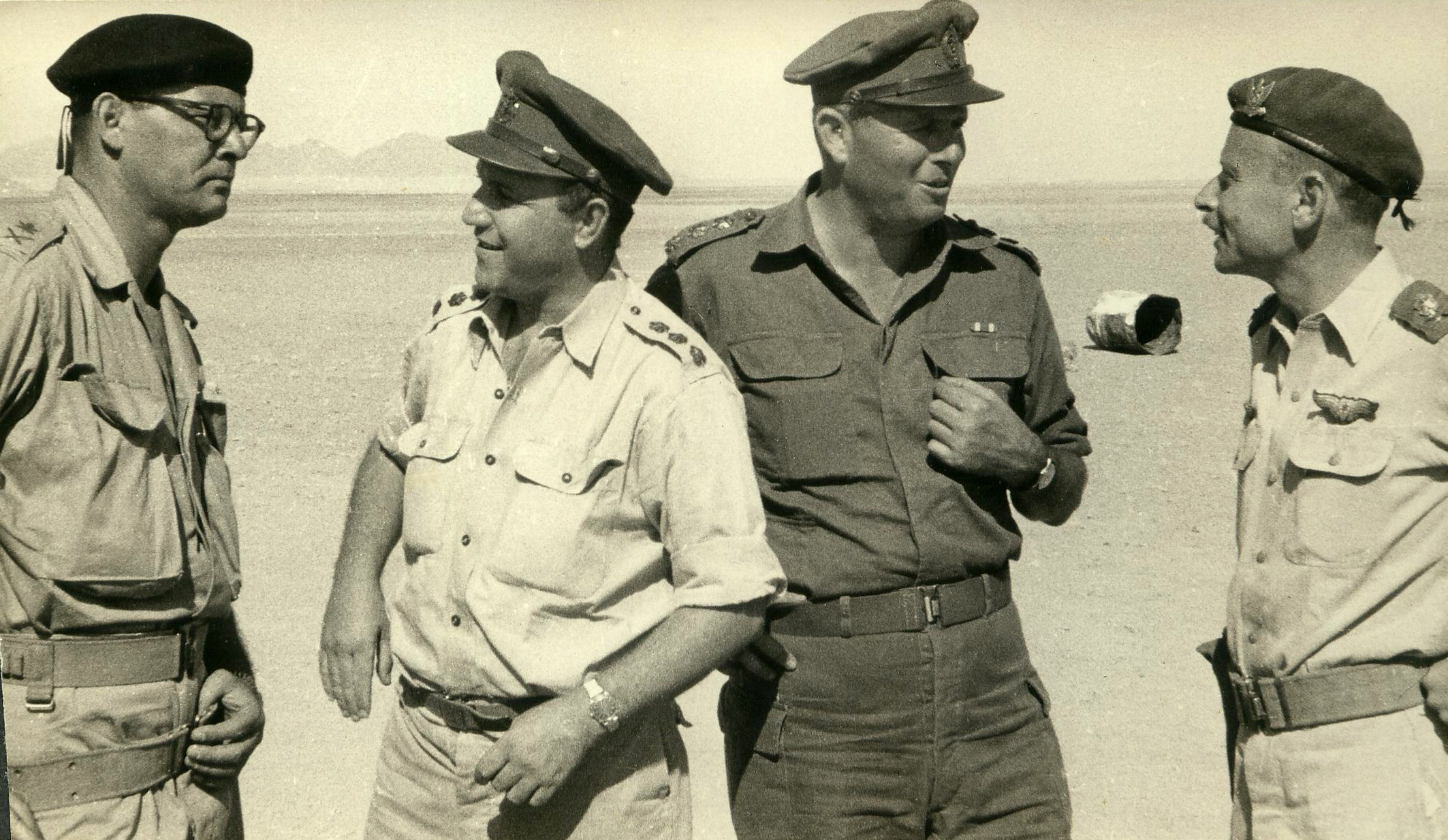
قادة إسرائيليون خلال المعارك في سيناء.
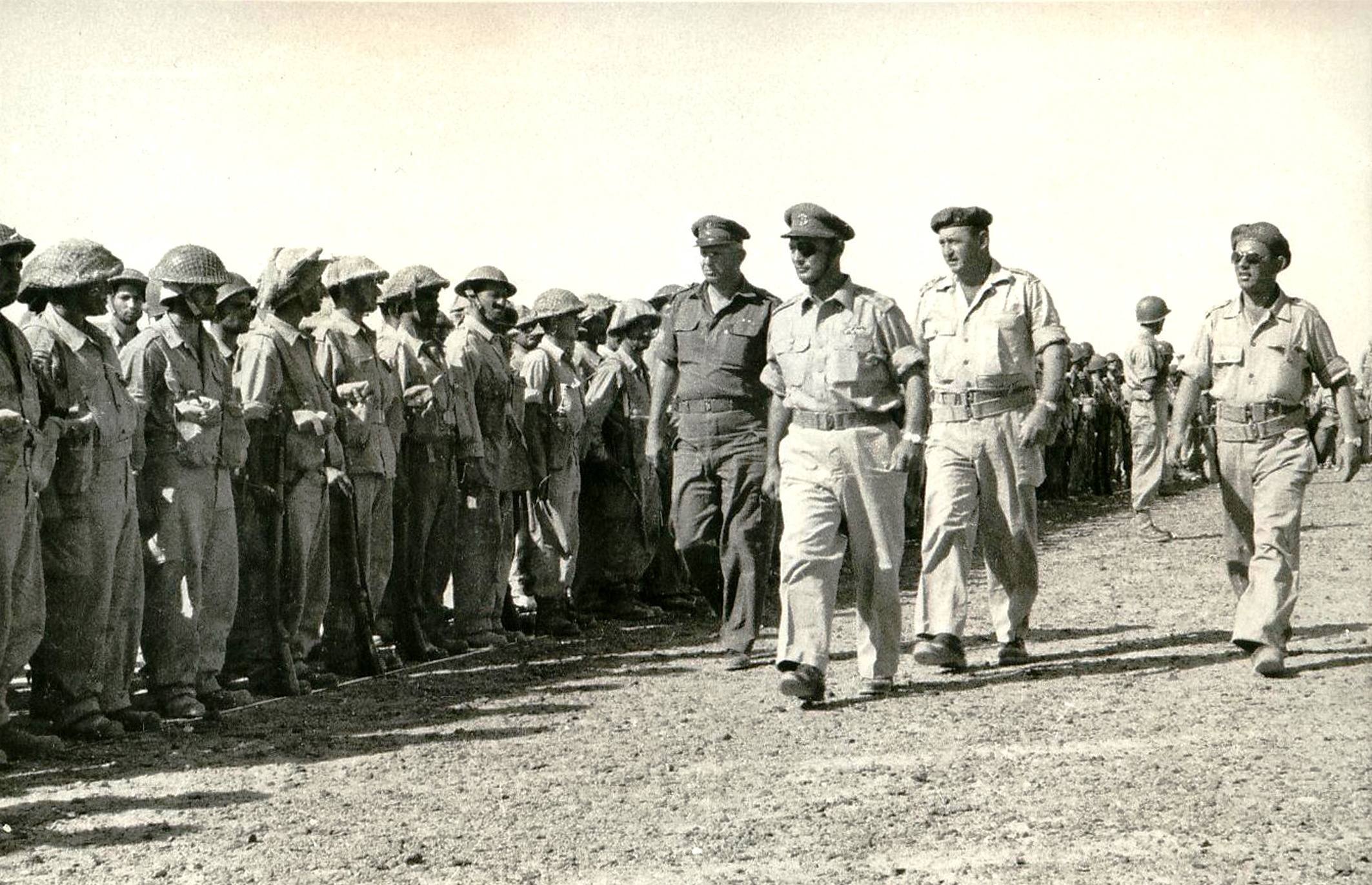
موشى ديان وعساف سمحوني وإبراهام يوفيه في شرم الشيخ.
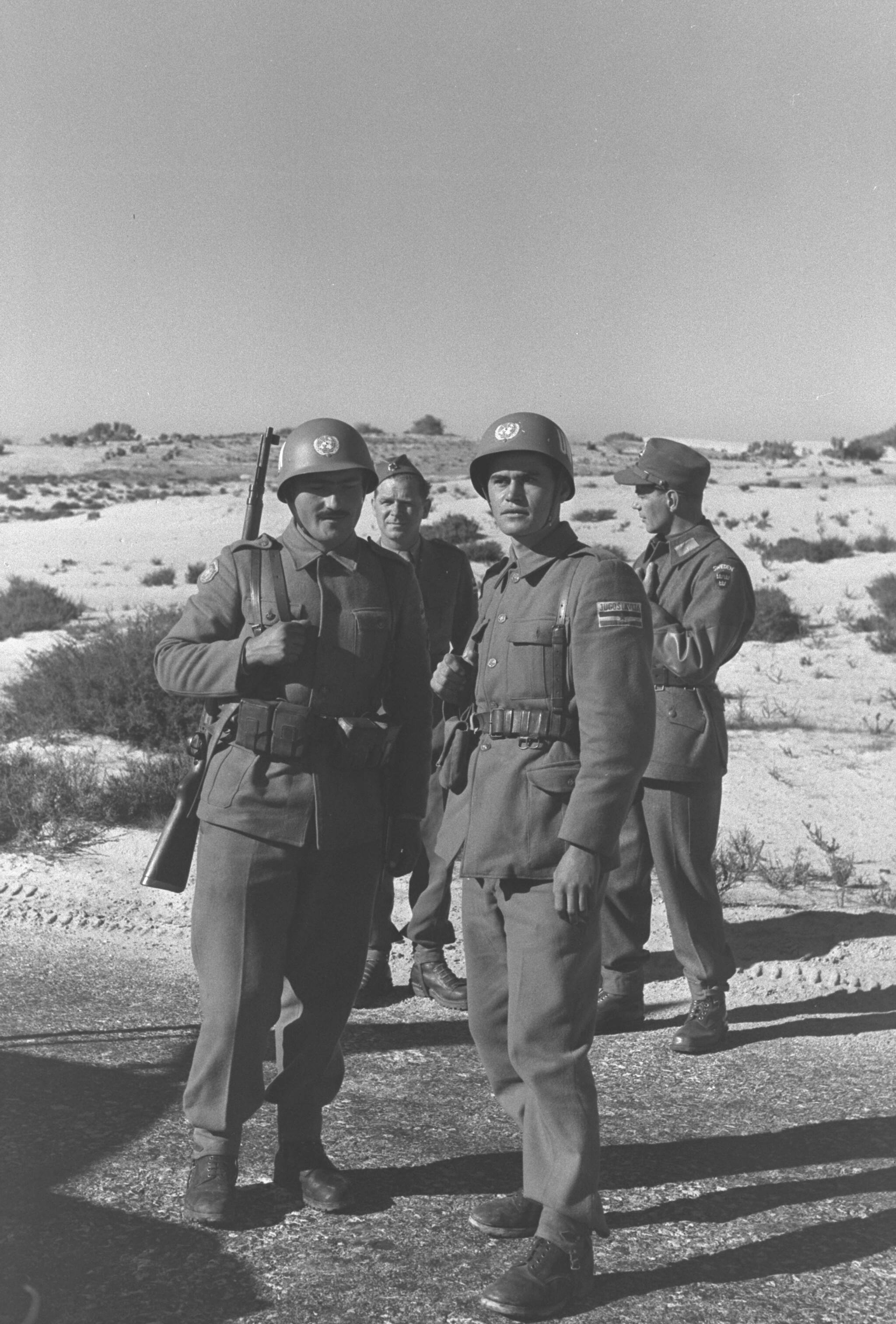
جنود يوغوسلافيين تابعين لقوات الأمم المتحدة في عام 1957.
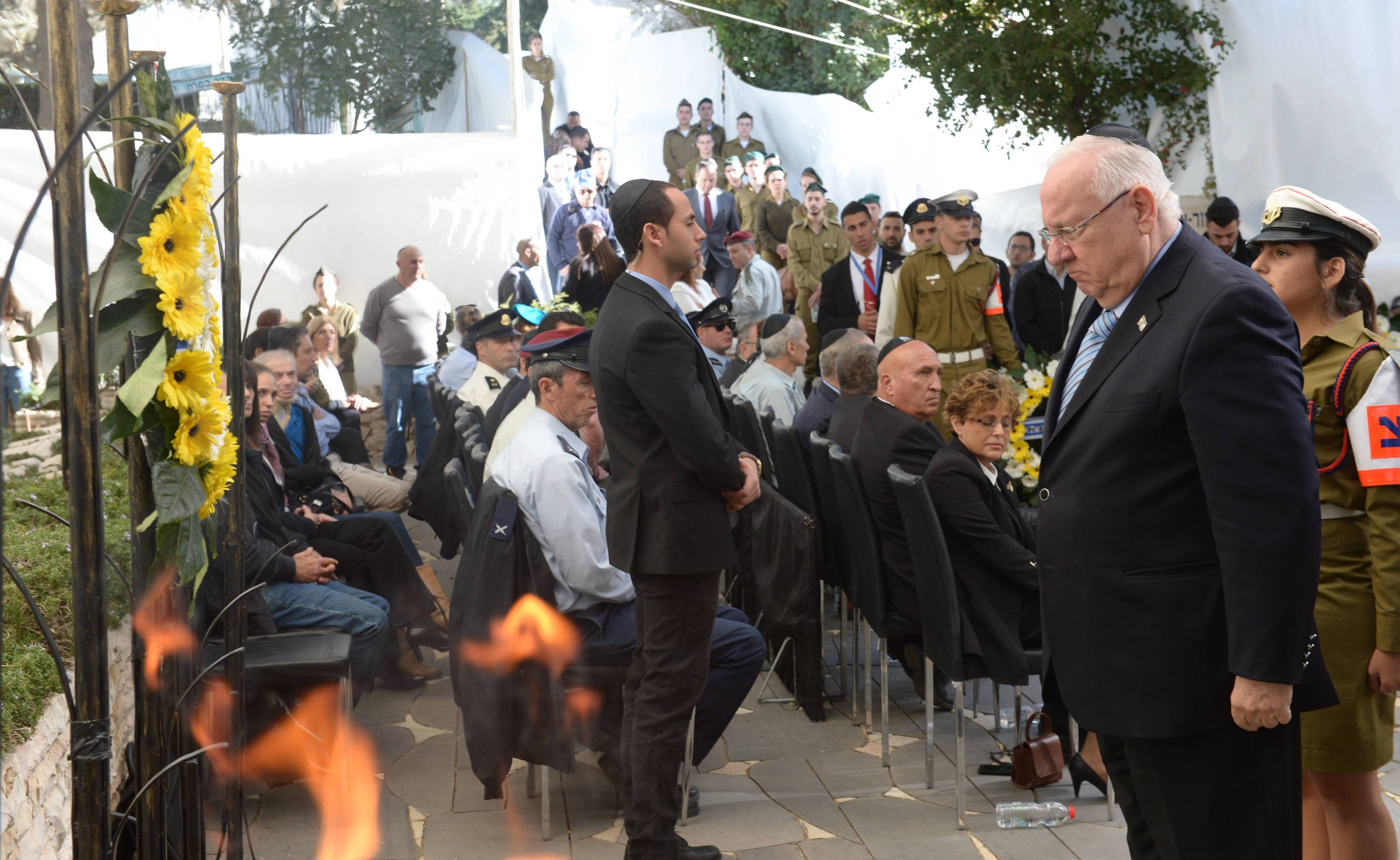
الرئيس الإسرائيلي خلال اليوم التذكاري لمصابي حرب السويس.
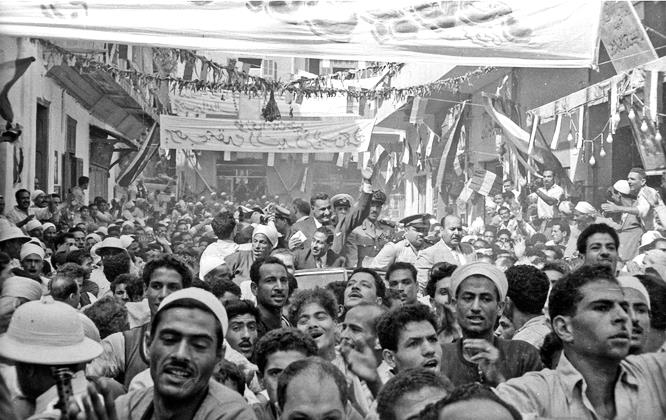
الرئيس عبد الناصر في رشيد في عام 1959 خلال إحياء ذكرى حرب السويس.

### فيديو
- عبد الناصر يعلن تأميم قناة السويس.
- أنباء عن ردود الفعل الغربية حول قرار تأميم القناة
- أنباء عن الاضطرابات في شمال أفريقيا ومصر التي قادت إلى أزمة السويس.
- أنباء عن تحرك السفن البريطانية والفرنسية نحو مصر.
- أنباء عن الهجوم على مصر.
- أنباء عن غزو سيناء وقطاع غزة.
- أنباء عن نهاية الغزو.
- المؤتمر الصحفي لأيزنهاور حول الأزمة.
- أنباء عن مقابلة بين همرشولد وعبد الناصر.
- احتجاجات إسرائيلية حول قرار الأمم المتحدة الملزم بالانسحاب من سيناء وقطاع غزة.
- أنباء عن آثار ما بعد الأزمة.